# 各国の最低賃金の一覧

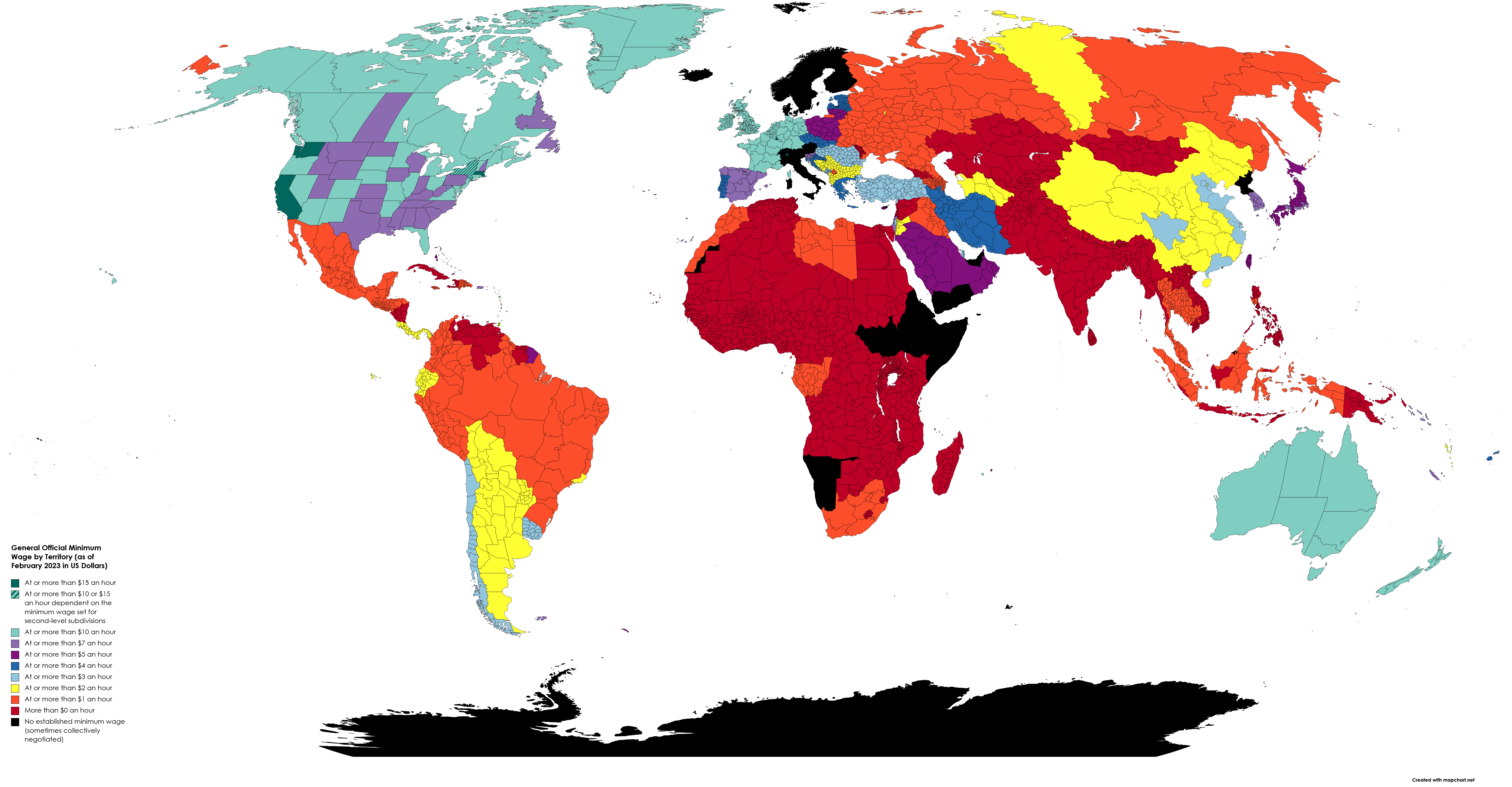
2023年2月現在の国・地域別の法律で定められた一般最低賃金 (米ドル)

以下の一覧は、192の国連加盟国と中華民国（台湾）・北キプロス・香港・コソボ・西サハラの計197の国と地域から、一部の国・地域における公定の最低賃金を示す（全ての国・地域については英語版 List of minimum wages by country を参照のこと）。
一部の国々では、実効最低賃金が公定よりも下がりうることから、ある特定の自国がこの規制を施行するにあたり、他の国よりも強権的である場合もある。
一部の国々は複雑な最低賃金システムを用いており、例えばインドには1200種類以上の最低賃金相場がある。
ここでいう最低賃金は、総収入すなわち国毎に異なっている税と社会保障費を控除する前の額を指す。また公休日、病気休暇、年次休暇といった法定の有給休暇も計算に含めない。また一般的に正規雇用のみが対象となることにも留意が必要である。
比較のため、下表の「最低賃金で働いた場合の年収額」の列は、最低賃金で1年間働いたとしたときの収入額（例：最低時給額 × 8時間/日 × 5日/週 × 52週/年）を購買力平価でUSドル（2015年基準）に換算したもの（仮想の単位である国際ドル）を示している。

## 各国の最低賃金
| 国             | 最低賃金 | 年給      | 年給          | 時給       | 時給          | 一人当たりGDPに占める割合 | 発効日        |
| 国             | 最低賃金 | 名目(US$) | PPP(国際ドル) | 名目 (US$) | PPP(国際ドル) | 一人当たりGDPに占める割合 | 発効日        |
| -------------- | --- | --------- | ------------- | ---------- | ------------- | ------------------------- | ------------- |
| アイルランド   | 時給 13.50 ユーロ。 週に39時間労働。20歳以上。2018年雇用雑則法より簡素化され、勤続年数や研修中か関係なく年齢のみとなった。20歳未満は減額適用され、19歳は最低賃金額の90%、18歳は80%、18歳未満は70%となっている。右列は20歳以上の値。 | 31,228    | 27,389        | 14.97      | 13.13         | 42％                      | 2025年1月1日  |
| アメリカ       | 連邦、また州政府単位でも定められる。どちらかの高いほうが適用される。全米加重平均額は2019年5月時点で11.80ドルとなっている。なお、チップが賃金とみなされるため、チップを貰う職種の場合、連邦最低賃金は2ドル13セントとなっている。 | 15,121    | 15,121        | 7.25       | 7.25          | 26.9％                    | 2009年7月24日 |
| イギリス       | 2025年4月から時給12.21ポンド（21歳以上）、時給10.00ポンド(18-20歳）、時給7.55ポンド（義務教育を終えた18歳以下）。2025年3月までは、時給11.44ポンド（21歳以上）、時給8.10ポンド(18-20歳）、時給6.40ポンド（義務教育を終えた18歳以下）。 25歳以上のフルタイムの労働者を対象とする最低賃金（NLW）を2020年4月に収入の中央値の60％まで引き上げの目標を達成した。また、イギリス政府はNLWの年齢対象を25歳以上としていたが、2021年に23歳以上、2024年は21歳以上と適用範囲を拡大している。 右列は2025年4月1日時点における21歳以上の値。 | 38,907    | 31,839        | 18.65      | 15.27         | 76.8％                    | 2025年4月1日  |
| インド         | 1948年最低賃金法（The Minimum Wages Act,1948）により、中央政府及び州政府は、それぞれの権限内で最低賃金の決定、改定、見直しを行っており、中央政府は45職種、州政府は延べ1,822職種（2014年末時点）について最低賃金を定め、随時改定している。しかし、2019年8月に1948年最低賃金法・1936年賃金支払法・1965年賞与支払法・1976年均等報酬法の4つの法律を統合し再編する形で成立した2019年賃金法典より今まで中央政府及び州政府にも定められなかった業種も含め全てが対象となり、最低でも5年に1度は必ず改定することと中央政府が定めた最低賃金基準（floor wage）を下回ってはならないと定められている。 しかし、インド憲法の定めにより労働分野に関する法制度は中央連邦政府と州政府の共同管轄になっており、連邦法の改正を施行するためには各州が施行規則を発行する必要があるが、一部の州ではその発効がなされていないこと、そして労働組合による大規模なストライキにより経済に悪影響が出るのを恐れ慎重になり労働組合とインド労働雇用省による協議が滞っているため、2024年5月時点でまだ施行されていない。 また、モディ政権は2025年4月1日施行を目指しており、最低賃金制度を生活賃金制度へ転換する予定であり、転換するために、国際労働機関に技術援助を求めている。 最低賃金は、収入、主要な生活必需品の価格、生産性、支払能力、地域性などの種々の要因により決定される。また、中央政府及び26の州・連邦直轄領では消費者物価指数に連動して最低賃金が引き上げられる可変実質賃金目減り補償（Variable Dearness Allowance:VDA）という制度が導入されており、多くの場合半年に一度最低賃金が改定されている。 1948年最低賃金法により、審議会方式（CommitteeMethod）と公示方式（Notification Method）のいずれかにより最低賃金は定められなければならないとされている。審議会方式では中央政府または州政府により審議会・分科会が設置され、審問が行われた後答申が行われる。公示方式では最低賃金に関するパブリックコメントを公報で募集し、パブリックコメントの結果を受けて最低賃金が設定される。 中央政府または州政府は、適用対象となっている職種について、障害者や、その他当該政府が適用しないことが適切であると判断した労働者の部類（class）や地域を最低賃金の適用から除外することができる。 全国統一の最低賃金基準はないが、中央政府により指針として全国最低賃金水準（National Floor Level Minimum Wage）が定められており、2019年7月以降は日額178ルピーとなっている。中央政府及び各州は最低賃金を全国最低賃金水準以上にすることが求められているが、この指針は法律に基づいたものではないため、一部の州で全国最低賃金水準を下回る水準が最低賃金として定められている。また、デリー政府直轄地の未熟練労働者は日額710ルピー（2025年4月時点）である。発効日は全国最低賃金水準の改定日である. |           |               |            |               | ％                        | 2019年7月1日  |
| オーストラリア | 時給$24.95 豪ドル / 週給 948.00豪ドル。 Fair Work Commission(オーストラリア公正労働委員会)が制定する。 21歳未満については年齢ごと（16歳未満：最低賃金額の36.8％ 16歳：47.3％ 17歳：57.8％ 18歳：68.3％ 19歳：82.5％ 20歳：97.7％）に減額されるが、同様に連邦によって特別国家最低賃金として、訓練生、障害者等と共に定めている。 成人最低賃金率で給与が支払われる労働者の割合は2018年で1.7%（約18万200人）と推定される。 | 37,140    | 31,363        | 18.74      | 15.83         | 68.9％                    | 2025年7月1日  |
| カナダ         | 州・地域ごとに異なり、2025年4月1日時点で時給15.00(サスカチュワン州とアルバータ州) 〜 19.00カナダドル（ヌナブト準州）。また、同じ州でも若年者や経験が浅い雇用者の場合や特定の職種には一般最低賃金とは異なる最低賃金を設定している。一部の州では、農作物の収穫作業量に応じた出来高払いもある。 | 24,459    | 23,598        | 11.73      | 11.31         | 53.3％                    | 2025年4月1日  |
| 韓国           | 2025年1月より時給10,030ウォン。 2026年1月からは時給10,320ウォン 但し、同居する親族のみを使用する事業及び家事使用人、精神又は身体の障害により労働能力が著しく低い者、その他最賃適用が適当でないと認められる者は適用外である。修習使用期間中又は修習を始めた日から3か月以内は、最賃額の90％適用の減額措置あり（1年未満の契約労働者除く）。 韓国政府は、2019年4月現在、中位賃金の3分の2以下にある低賃金労働者の割合が、2018年6月初めて20%を下回ったと発表している。 | 18,494    | 20,426        | 8.87       | 9.79          | 59.1％                    | 2025年1月1日  |
| ギリシャ       | ホワイトカラー労働者は最低月給880ユーロ、ブルーカラー労働者の最低日給は39.30ユーロ。 2012年2月から導入されていた25歳以下の若年労働者に通常の最低賃金より12％低い最低賃金を適用する制度は2019年2月に最低賃金を改定する際、撤廃されている。EUは、ギリシャに対する第3次金融支援プログラム完了後に、構造改革の進捗に対する監視を強化している。2019年2月のギリシャ国内最低賃金引き上げに関しても、EUは詳細説明を要請していた。ギリシャの労働相はこれに応じて、報告書を提出、EU側も慎重な政策実施を要請しつつ、これを認めた。 欧州債務危機の影響によって、経済情勢が悪化したことにより、2012年2月28日に最低賃金の大幅引き下げを閣議で承認し、2012年7月にそれまでの月額876.62ユーロから月額683.76ユーロに引き下げられ、2019年1月末まで据え置かれていた。据え置きされる前は、2年に1度中央協定により改定（法的拘束力のある中央協定）されていた。 | 11,712    | 15,090        | 5.62       | 7.24          | 56.7％                    | 2025年4月1日  |
| シンガポール   | 法定最低賃金は後述する一部の業界・職種を除いて存在しない。 シンガポールで最低賃金が適用される業界又は職種と最低月給額は以下のとおりであり、それぞれ経験等により、その額が上昇する仕組みになっている。パートタイム労働者（清掃員・小売業・飲食業・事務職・ドライバー）の場合は、週労働44時間をベースとした時給で支払われる。 シンガポール政府によれば、2023年時点で所得下位20%の労働者の94%が適用の対象となっている。 オフィスビルやホーカーセンター（屋台が集まったフードセンター）等で働く一般的な清掃員：月額1,910シンガポールドル以上(2025年7月時点) 公共の場所を清掃する一般的な清掃員：2,325シンガポールドル以上(2025年7月時点) 外部委託業者に雇われた警備業で働く労働者：2,870シンガポールドル以上（2025年1月時点） 企業に直接雇用された警備業で働く労働者：2,315シンガポールドル以上（2025年1月時点） 造園業で働く労働者：1,950シンガポールドル以上（2025年7月時点） エレベーター・エスカレーターのメンテナンス業務に従事する労働者：2,525ドル以上（2025年7月時点） 小売業で働く労働者：2,175ドル以上（2024年9月時点） ファーストフード店やフードコート等ファストフード・クイックサービスレストランで働く労働者：2,080シンガポールドル以上（2025年3月1日時点） ケータリング業者・セントラルキッチンや給仕スタッフがいるレストランで働く労働者：2,180シンガポールドル以上（2025年3月1日時点） 事務職で働く労働者：1,980シンガポールドル以上（2025年7月1日時点） ドライバー：2,190シンガポールドル以上（2025年7月1日時点） ごみ処理部門の労働者(運転手)：3,030シンガポールドル以上(2025年7月1日時点） ごみ処理施設で働く労働者：2,630シンガポールドル以上(2025年7月1日時点） リサイクル処理施設で働く労働者：2,530シンガポールドル以上(2025年7月1日時点） 2014年1月に最低の給与水準にある清掃作業員と警備員の2職種に限定して職位別賃金制度の導入を義務付け（業の実施を免許制とし、その取得要件として職位別賃金制度の導入を義務付けた。清掃業については、2014年9月施行、警備業については、2016年9月施行）、その後も他の業界・職種も同制度の対象に加えるなど、低所得者層の所得の底上げを強化している。清掃業については2020年からは基礎賃金2週間相当のボーナスが加わっている。 毎年の賃金水準については、政労使からなる三者構成委員会である全国賃金評議会（National Wages Council：NWC）が毎年6月に賃金関連のガイドラインを策定し、これを踏まえて労使交渉が行われるのが通例である。なお、ガイドラインが発表される同日に、政府としてガイドラインを受け入れる旨、労働省が発表する。 2024／2025年度（2024年12月1日〜2025年11月30日）のNWCガイドラインは、低所得労働者の定義をシンガポールの永住権者を含むフルタイム労働者の所得下位20％に相当する月給2,500シンガポールドル以下に設定した上で、総月給の5.5〜7.5％、または100～120シンガポールドルのいずれか高い方の賃上げを勧告した。なお、総月給は基本給、可変給（業績に応じて変動する給与）、食事や住宅などの手当、インセンティブ、残業代を含むが、賞与と年間給与補助（AWS、13カ月目の給与）は含まれない。また、中央積立基金（CPF）の従業員の負担分を含むが、雇用主のCPF負担は含まれない。 右列はオフィスビルやホーカーセンター（屋台が集まったフードセンター）等で働く一般的な清掃員の最低賃金についての値を表記する。 | 16,671    | 19,176        | 7.99       | 9.19          | 22.5％                    | 2025年7月1日  |
| スイス         | 国レベルで統一した法定最低賃金は存在しない。しかし自主的な団体交渉にて、2018年時点で3,200〜3,900フランを相場として協定が結ばれている。また、貧困所得水準から見た場合、独身で暮らした場合は上回っているが、2人の子供がいる4人世帯の基準には満たしてない。更に、労働協約で対象となる労働者は全体の約4割である。そのため労働協約がない業種では、国や州の行政府により「標準労働契約（Normalarbeitsvertrag/Contrats-types de travail）」で最低賃金を導入させている業種がある。これは地域や職業、業界ごとの標準的な水準を下回る賃金が繰り返し押し付けられる悪質なケースに適用されている。国単位では、家事労働が適用されている。2014年5月18日、最低賃金を22スイスフラン（約2500円）にするという、世界最高額の最低賃金を定めるかどうかの国民投票が行われた。結果は賛成24%、反対76%で否決された。但し、ヌーシャテル州は、2011年に住民投票で導入を決め、連邦裁判所が雇用者団体の差し止め要求を却下し、2017年夏に時給20フランの最低賃金をスイスで初めて導入した。続いて同年11月にはジュラ州も時給20フランの最低賃金を導入した。右列は未熟工の最低賃金についての値を表記する。 | 27,432    | 18,045        | 13.15      | 8.65          | 29.5％                    |               |
| スウェーデン   | 法定最低賃金は存在しない。年単位で団体交渉がある。また、労使間の賃金交渉に関しては、かつては中央レベル（SAF（スウェーデン企業者連盟の前身）とLO（労働組合総連合）等）による交渉、産業レベルによる交渉の後、企業・事業所レベルでの交渉が行われていたが、1991年交渉においてSAFが中央交渉を放棄して以降、LO等は傘下の組合の要求の調整・支援という役割にとどまり、具体的交渉は産業レベル、企業・事業所レベルの二段階で行われている。そして、慣習として2年から3年に一度、国レベルでの賃金交渉が行われる。なお、賃金は個人の能力・実績を反映しつつも、基本的に職務を基礎として決定する仕組みが一般的である（同一労働同一賃金）。また、スウェーデンでは、少なくとも労働組合IF-Metallに加入している組合員のほとんどが、既に最低賃金以上の賃金を得ているため、最低賃金に関する規定は非常に簡素なものになっている。更に、労働組合も最低賃金よりも昇給率を重視しているため、最低賃金に関してはあまり熱心ではない。 |           |               |            |               |                           |               |
| 台湾           | 月給28,590ニュー台湾ドル、時給190ニュー台湾ドル。 最低賃金は行政院労働部の委員会で審議され、行政院が決定する。規定に違反した雇用主には、最高30万ニューNTドル（約150万円）の罰金が科されるほか、関係機関により企業名や経営責任者の氏名などが公表される。月給3万ニューNTドル（約15.0万円）以下の労働者は基本的に所得税を納める必要がない。月給3万ニューNTドル未満の被雇用者は、2021年10月時点で246万5000人であり、被雇用者全体の約26.84％である。 2023年12月27日に最低工資法が施行された。この法律が施行されたことにより、効力が弱かった「基本賃金審議弁法」に準拠する形に変わって、効力が強まる形となった。更に、第9条より1項に記載の物価上昇率に基づいた上で、2項により労働生産性や労働者の平均賃金の年間成長率を含めた10項目も考慮に入れて改定が行われることとなった。更に第10条より毎年第３四半期に審議会を開催し、最低賃金の調整案を審議することになっており、審議会は労働者代表7名、使用者代表7名、学者・専門家4名に労働部・経済部・国家発展委員会の代表3名の計21名のメンバーで構成される。 |           |               |            |               | ％                        | 2025年1月1日  |
| ドイツ         | ドイツはEU参加国のうち最低賃金法を導入していない7つの国の一つであったが、2014年7月、ドイツ下院はドイツ国内の最低賃金を時給8.50ユーロとする法案を可決した。この法律は2015年1月から施行された。2025年1月1日に12.82ユーロへと引き上げられる。なお、 産別最低賃金が法定最低賃金を上回る場合には産別最低賃金が適用される。 | 29,655    | 31,937        | 14.22      | 15.31         | 67.4％                    | 2025年1月1日  |
| 日本           | 地域別最低賃金では、最高額は東京都の1,163円、最低額は、秋田県の951円となっている。特定最低賃金では、時給678円（部分肉・冷凍肉、肉加工品、処理牛乳・乳飲料、乳製品製造業[宮崎県]）〜時給1,096円（鉄鋼業[千葉県]）（令和6年度）。都道府県や業種ごとに様々。 また、地域別最低賃金と特定最低賃金の両方が適用される場合は、高い方の最低賃金額が適用される。右列は全国加重平均額（時給1,055円）の値。発効日は、地域別最低賃金の最終発効予定日。 | 18,179    | 19,392        | 8.72       | 9.3           | 52％                      | 2024年11月1日 |
| フィンランド   | 法律上はなし。しかし全労働者（労組非加盟者も含む）は団体交渉で締結した最低賃金が適用されると法で定めている。 |           |               |            |               |                           |               |
| フランス       | 時給11.88ユーロ・月給1,801.84ユーロ（月間 151.67時間、または月の全平日で7時間以上従事する労働者）。週に35時間労働。また、低所得の就労者（18歳以上）向けに政府から活動手当が支給されている。支給額は、世帯構成や収入額に応じて支給されている。平均で月額158ユーロ。子供がいない独身世帯で収入が月額1,550ユーロの場合の支給月額は133ユーロである。 | 24,046    | 24,510        | 13.18      | 13.43         | 61.8％                    | 2024年11月1日 |
| ロシア         | 月給22,440ルーブル（2025年1月現在） （なお、各地方において、最低賃金に関する協約により、当該地方での最低賃金を設けることができる。ただし、金額は連邦法で規定される額を下回らない。 モスクワの場合、月額29,389ルーブル[2024年1月現在]。 サンクトペテルブルクの場合、2025年1月より28, 750ルーブル）。 なお、法定最低賃金は、労災保険や産休・育休手当など社会保障給付額算出の際の基準としても用いられている。 1人当たりの所得が最低生活限度額を下回る貧困者数の割合は、冷戦終結後の移行経済期の格差拡大により、2000年頃に30％近くまで上昇したあと、2007年頃にかけて、経済回復とともに改善した。しかし、2014年後半以降は、原油価格急落やクリミア侵攻に伴う欧米諸国からの経済制裁が打撃となり、景気が低迷するなかで、改善の動きは進んでいない。貧困者数は、国民の13％程度にあたる約2,000万人近くで高止まりしている。 ロシアでは最低賃金が安いため、職を得て働いていても貧困に苦しむ人が少なくない。そのため、プーチン大統領は、2017年9月の閣僚会議で2019年1月までに法定最低賃金を生活最低限渡額に合わせるよう指示しており、これを受けて法定最低賃金は2018年1月1日に月額9,489ルーブル（生活最低限度額の85％）へ引き上げられていた。2018年5月の改定により、当初の計画より8カ月前倒しで最低生活限度額との統一が実現することになる。 連邦国家統計局によると、生活最低限度額未満の所得で生計を立てる貧困層は、2017年1〜9月の平均で2,030万人、総人口の13.8％を占めている。プーチン大統領は2018年3月1日の年次教書演説で、今後6年間で貧困率を少なくとも半分にまで下げ、実質所得を長期的に上昇させなければならないと述べていた。 2020年7月1日、メディア統制が行われ公平性や透明性に疑問を呈する中、憲法改正は国民投票による賛成多数により承認された。憲法改正内容に、プーチン大統領が2036年までに就任することが出来る事実上の終身制、領土割譲の禁止、国際条約に基づいて行われた国際機関の決定よりもロシア連邦憲法が優越されること（国際協調を危ぶませる自国優先主義の容認）、同性婚を認めないことも盛りこまれていたが、同時に最低賃金は最低生活水準以上であることが、憲法で明記された。 憲法改正後、最低賃金額の算出方法を従来使われていた生活に最低限必要な物品（パン、野菜、果物、砂糖、塩、茶、肉、魚、牛乳、バターといった主要食料品）や住宅公共サービス費に基づいた算出ではなく、前年の１人当たり所得の中央値の42％での算出（2025年からは48%）と、かつ労働者の最低生活費と前年の最低賃金を下回らないことへと変更した。変更した理由は、従来の方法では、平均賃金を得ている労働者と最低賃金を得ている労働者の所得格差が広がる為、その是正をするためであった。 2022年6月に物価上昇を背景に最低賃金額を10%増額したが、物価上昇とロシアによるウクライナ侵攻との関連性をプーチン大統領は、影響が明らかであるにもかかわらず、否定している。 | 4,419     | 11,236        | 2.12       | 5.39          | 46％                      | 2025年1月1日  |

## アジア主要都市の最低賃金
| 都市名     | 最低賃金 | 月給      | 月給（ドル換算） | 発効日        |
| ---------- | --- | --------- | ---------------- | ------------- |
| 上海       | 月額2,740元。パートは時給25元。中国国内では、最高額である。但し、上海市と北京市と安徽省では法定最低賃金に社会保険（養老保険、医療保険、失業保険など）と住宅積立金の個人負担分が含まれていない。社会保険（養老保険、医療保険、失業保険）と住宅積立金の個人負担分は含まれていないため、企業は別途支払う必要があるそのため、企業の実質負担額は公表額より高くなる。反対に最も低い額の地域は2025年9月1日時点で遼寧省3類の1,700元である。 また、上海市は1993年に最低賃金制度を導入して以来、世界金融危機の2009年と2019年コロナウイルス感染症流行による影響により見送られた2020年・2022年を除いて毎年引き上げていた。但し、今回の上昇率は見送られた年を除いて2019年に次いで低い約3.9%であった 中国では、国が定めた最低賃金規定（2004年施行）に基づき実施されており、31の省、自治区及び直轄市（北京、天津、上海、重慶）の地域単位で最低賃金額が決定されている。（労働法第48条により、国が制度を定め、具体的基準については省、自治区及び直轄市が定めるものとされている。なお実務上は、同一の省、自治区において、地域別の経済状況等を踏まえ、最低賃金基準を更に細かく分類して定めており、地区によって基準は異なっている。）最低賃金基準は少なくとも2年に1度調整するよう義務づけられている。ただし、景気の減速を受けて広東省などのように少なくとも3年に1度の調整に改めることを通達等で明記する自治体もある。 なお、2019年コロナウイルス感染症流行の影響で、2020年に最低賃金引上げを行った地域はわずか3地域であったが、2021年に発表した「共同富裕」をスローガンに最低賃金の引上げの動きが活発化し、上海市含め北京市・広東省・天津市など22の地域（省・直轄市・自治区）が改定を行った。 但し、学生アルバイトは適用除外。 | 2,740     | 382              | 2025年7月1日  |
| バンコク   | バンコクは日額400バーツ。。タイ国内では、後述する条件でない労働者において地域別では17区域中で最も高い額である。地域別で最高は、バンコク以外にプーケット県、チャチューンサオ県、チョンブリー県、ラヨーン県、スラートターニー県のサムイ島の4県1郡であり400バーツである。最低はナラーティワート県、パッターニー県、ヤラー県の3県の337バーツである。ただし、地域別で最高額の地域以外にあるホテル（2つ星以上、または客室数50室以上）やホテル内の施設（タイの「娯楽施設法」で指定されるレストラン、カラオケ、パブなど）は日額400バーツが適用される なお、2017年9月に労働者保護法が改正され、学生、訓練生、高齢者、障害者について個別に制定できることが明記された。 また、2011年に技能別最低賃金が導入され、技能開発促進法により政府が認定した技能を習得している者に対する最低賃金を高く設定することで技能の習得を促進している。技能別最低賃金は、労働省技能開発局が定める国家技能基準に基づいて業種別に3つのレベルに分かれて定められている。2018年6月から金属加工、プラスチック加工、家具製造、靴製造の16の技能が新たに対象とされ、レベル1の場合日額340〜 500バーツ、レベル2の場合日額370〜 600バーツと設定された。今後も対象となる業種や技能が拡大される方針である。2018年6月時点でレベル1（基礎）のレンガ工の場合、日額345バーツであり、レベル3（上級）のガス溶接工は日額775バーツである。但し、中央・地方の行政機関・ 農業・ 国営企業等は適用除外。 右列は民間労働者の最低賃金についての値を表記する。 | 8,667     | 267              | 2025年7月1日  |
| ジャカルタ | ジャカルタの場合、2025年1月時点で月額539万6,761ルピア。但し、織り物、衣類などの製造業や、ホテル・サービス、金融サービスなど計18業種の一部の業種はこれよりも高い最低月給額が適用される。 2024年1月時点のインドネシア国内において州毎のほかに県・市のレベルでの地域的なばらつきが大きく、最も高い地域は西ジャワ州ブカシ市で月額534万3,430ルピア、逆に最も安いのは中部ジャワ州（スマラン市・スマラン県・デマック県・クンダル県除く）で203万6,947ルピアだった。 また、かつて県・市レベルで業種ごとの最低賃金を定めていたが、2020年に制定された雇用創出法2020年11号（雇用創出オムニバス法）により、撤廃されていたが、2025年からの再導入される。 インドネシアでは政令2021年第36号の改正令（2023年第51号）に基づき、「インフレ率＋（経済成長率＋特定の係数）」で算出される。特定の係数に当たるアルファは、0.10～0.30の間で地方の賃金委員会が定めることとされている。 また、州と県・市の2つの最低賃金が別々に定められており、最少行政単位が優先されている（例えば、西ジャワ州ブカシ市ではブカシ市の最低賃金が適用される。）。 。 日系企業の工場が集積するカラワン県、ブカシ県の最低賃金は、国内最高水準にあるため、経営者側にとって高い賃金上昇率が主要な経営課題となっている。 但し、最低賃金は勤続１年未満の者に適用され、勤続1年を超える場合は、労働者・労働組合と使用者間の合意書により行われるが、最低賃金より低い賃金を支払ってはならない。 また、2000年代に入り経済成長が著しいインドネシアでは、生活必需品目の金額が急激に上昇した。これに伴い、労働者の賃上げの要求も強まり、2013年改定時のジャカルタ特別州の最低賃金額は前年月額比較で153万ルピアから220万ルピアに約45％上昇した。その後も上昇を続け、2019年の最低賃金額は10年前と比較すると3.5倍となっている。 インドネシアの最低賃金の決定過程では、州別の法定最低賃金額をベースに、地域別の状況が反映されており、そのための労使関係の不安定さが内在している。実際の企業の現場で労働者の不満をどのように解消するかという課題も残っている。さらに、インドネシアの就業者の構成をみると、インフォーマルセクターの就業者が多いことから、最低賃金が適用されない就業者も数多く見られる。 | 5,396,761 | 333              | 2025年1月1日  |
| マニラ     | 非農業分野はマニラ首都圏の場合、日給695ペソ。但し、農業分野と従業員15人以下の小売業又はサービス業、従業員10人以下（正社員）の製造業の場合は、658ペソ。 地域別で最も高い額である。逆に低い地域は、イスラム教徒ミンダナオ自治地域（コタバト市とコタバト州の63のバランガイを除く地域の農業分野）の日給366ペソ(2025年7月18日時点)である。 2018年の最低賃金の改定に伴い、これまで基本給に上乗せされていた生活手当（COLA）を基本給に統合した。 フィリピンの最低賃金は、地域別及び職種別に最低賃金が全国17の地区で定められている。全国レベルの国家賃金生産性委員会により賃金ガイドラインが作成された上で、地域レベルの地域三者賃金生産性委員会（Regional Tripartite Wage and Productivity Boards: RTWPBs）がそのガイドラインに従い、最低賃金額を決定・公示し、異議申立て期間（15日間）を経て、最低賃金命令として発効する 国家賃金生産性委員会は、賃金及び生産性に関する大統領及び議会の諮問機関で、賃金ガイドラインを作成する権限や、地域三者賃金生産性委員会が設定した最低賃金が適正かどうかを審査し、政府に勧告する権限を有する。委員の任期は5年で、労働雇用省（DOLE）長官を委員長、国家経済開発庁（National Economic and Development Authority）長官を副委員長とし、政府側から3人、使用者及び労働者代表からそれぞれ2人ずつにより構成される。 最低賃金命令は発令の日から1年間有効。 最低賃金は、以下の事項を考慮して決定されなければならないとされている。 - 労働者及びその家族が生活可能な額であること - 使用者及びその産業自体の支払い能力を考慮した額であること - 現行の賃金水準や物価の動向を考慮した額であること - 国家経済の発展に資する額であること 但し、家事労働者や個人用運転手等は適用除外。また、地域三者賃金生産性委員会により財政難であると認定された企業、新規企業及び自然災害に被災していると認定された企業、 従業員数10人未満の小売・サービス業は申請に基づき、適用除外することができる。 右列は非農業分野の最低賃金についての値を表記する。 | 15,058    | 267              | 2025年7月18日 |
| ホーチミン | ベトナムの最低賃金は、民間部門労働者に適用される地域別最低賃金と公務員など公的部門労働者に適用される一般最低賃金の2種類がある。 前者の場合、ハノイ市、ホーチミン市の都市部など地域は、地域1の最低賃金は2024年7月は月額496万ドンとなった。ベトナム国内では、最高ランクの額である。他の地域は、地域2（ハノイ市、ホ－チミン市の郊外、ダナン市など）が441万ドン、地域3（バクザン市、フーリー市などの地方都市部）が386万ドン、地域4（地域1〜3以外）が345万ドンである。 2026年1月より、地域1は531万ドン（ハノイ市、ハイフォン市、ホーチミン市などの都市部）、地域2（バクニン省、ダナン市、ドンナイ省など）は473万ドン、地域3（フンイエン省、ゲアン省など）は414万ドン、地域4（地域1～3以外）は370万ドンに改定する。 地域別最低賃金の適用対象労働者は、企業（外資系企業を含む）、協同組合、農業従事者、家族、個人及び機関・組織で働く労働者である。労働者及びその家族の生活の必要性、経済社会状況及び実勢賃金に基づき、政府の諮問機関である国家賃金評議会による審議の上で改定案を決定し、政府（首相府）に提出する。首相はこれをもとに地域別最低賃金の改定額を決定し、政令として公布される。 国家賃金評議会は、労働法第92条及び政令49/2013/ND-CPに基づき設置された評議会で、政府側代表の内務省（2025年3月の中央省庁が再編されるまで労働傷病兵社会福祉省）、労働者側代表のベトナム労働総同盟、使用者側代表のベトナム商工連盟のそれぞれの代表者各5名と労働・経済・社会経済分野の専門家2名の計17名により構成される。また、評議会の委員長は内務副大臣が就く。 後者の場合の公務員の最低賃金は、月額234万ドン（2024年7月現在）である。この最低賃金は、社会保険制度の保険料算定・給付基準として用いられており、公務員ではない一般労働者に対しても、その20倍を社会保険料算出基礎月額の上限とするなどの形で影響を与えている。 一般最低賃金は国営機関、政府機関、国営企業法に基づく企業で働く労働者を対象とし、国家予算の状況を鑑みて決定される。但し、職業訓練を受けた職務もしくは職位（企業により訓練された労働者を含む）は地域別最低賃金より最低でも7%以上高くすることが、2022年6月まで定められていた。2022年7月以降は、上乗せの規定はなくなったが、労働者の合意なく引き下げることはできない。 2025年7月1日より、従来の63の地方自治体（57省及び6中央直轄市）を34の地方自治体（28省及び6中央直轄市）に再編するだけでなく、3層構造の地方自治体を第2層の県と市（中央直轄市以外）及び郡を廃止する形で地方行政改革が行われた。更に、都市部と農村部との生活コストの差による賃金格差の適正化と労働監査による違法摘発の迅速化をはかるため、最低賃金の適用単位が地方行政改革で廃止となった県（郡）レベルから全ベトナムで10,035（2025年5月10日時点で3,193に削減する予定）もある省（中央直轄市）内のコミュニティレベル（社[行政区画として日本の市に近い。]、坊[行政区画として日本の町村が近い。]、特区）へ細分化されることとなった。 また、地域別の最低賃金額は2024年の最低賃金額を引き継ぐ形で改定されたが、今後は細分化されたコミュニティレベル（社、坊、特区）別で地域賃金額が異なっていく可能性がある。 また、移行措置として新たな区分での最低賃金額が旧区分より低い場合は引き下げをせず、改定まで旧区分の額で維持すること、月の途中で入社した場合や他のコミュニティ（社、坊、特区）へ異動した者の取り扱いは、異動日ベースに所在地で判定することとなる。 右列は民間労働者の最低賃金についての値を表記する。 | 4,960,000 | 190              | 2024年7月1日  |
| ミャンマー | 日額は6,800チャット。但し、6,800チャットの内2,000チャットは手当であるため、残業代は4,800チャット（時給800チャット）に基づいて支払われる。 ミャンマーには最低賃金を定める法律(1949年最低賃金法)があったものの、50年以上の間、実質的な効力がない状態だった。そのため軍事政権から民政移管後の2013年に実効性をもたせる目的から新たな法律が制定され、その法律の第5条の(h)項より最低賃金額を2年ごとの見直しすることが定められた。しかし、後述する2018年5月から2023年10月5日に最低賃金委員会から日額5,800チャットへ改定する発表があるまで、法律で定められたにも関わらず約5年間改定されておらず、2021年ミャンマークーデターが起こる前に定められた新たな法律も実質的に機能していない。 ミャンマーの最低賃金は、政労使の代表が参加する国家最低賃金策定委員会(National Committee for the Minimum Wage)で審議される。代表はそれぞれ、政府が閣僚級、労使が産業別業界団体やナショナル・センターなどで構成されている。 最低賃金法が制定されて初めて決められた最低賃金額は日給3,600チャット（全国一律）であり、2015年9月から施行された。 施行から1年後くらいから労組を中心として引上げの必要性が指摘されていた。労組側からは5600〜7000チャットへの早期の引上げの必要性が訴えられていた。本格的な見直しの審議が始まったのは2017年10月からで、労働組合側は5,600チャット、使用者側は4,000チャットをそれぞれ主張していた。 その後の2017年2月には、国家最低賃金策定委員会が設立され、最低賃金に関する審議を同年12月まで行い、日額の法定最低賃金を4800チャット(1日8時間労働)、時間給は450チャットから600チャットに引き上げとする決定が2018年1月2日に発表された。公表後、2カ月間の意見公募期間が設けられ、4092件の意見や苦情がよせられた。労働者側の意見のほとんどが5600チャットの要求を支持するものだった一方で、使用者側の意見では4000チャット以上は支払い不可能というものだった。こうした意見を踏まえて地域別および国レベルの最賃委員会で労使が話し合いをもち同年、3月5日に当初提案通り、4800チャットとする決定が下された。 従業員10人未満の家族経営や小規模な事業は適用除外であるが、全業種を対象に全国一律に適用されている。なお、試用期間以前の必要な技術研修の期間については、3か月以内であれば、最低賃金額の50％を下回らない額を支払うことも認められる。また、試用期間中においては、3か月以内であれば、最低賃金額の75％を下回らない額を支払うことも認められる。これらとは別に、経済特区（SEZ）内については、最低賃金法第9条に定められているとおり、SEZ管理委員会が投資事業別に最低賃金額を決定の上、管区あるいは州の最低賃金策定に関わる委員会と協議し、国家委員会（政府[閣僚級]や産業別労働者・事業者[縫製業界を含む]などで構成される。）に提出後、閣議決定を経ることとなる。 | 147,333   | 41               | 2024年8月1日  |

※月給は、最低月額はそのまま、日給額からは、日給額×5日×52週÷12で計算した。
※為替レートは1米ドル当たり7.164元、32.52バーツ、16,207.02ルピア、56.443ペソ、26,118.0ドン、3,624.0チャットで計算した。 

### アジア主要都市と日本の最低賃金比較
- 上記の最低月額（ドル換算）が、41〜382ドルと日本の最低賃金（全国加重平均額）のおおよそ3〜30%である。また、一般工（正規雇用の実務経験3年程度の場合。ただし請負労働者および試用期間中の作業員は除く。そして、横浜の場合は、企業規模100名以上500人未満の基本給[ 時間外手当を除く]で働く技術係員[平均年齢：35.7歳]の月給金額）の賃金(2024年。ただし、上海は2023年時点)は、日本（横浜）は2,099ドルに対して、上海は 832ドル、ジャカルタは475ドル、バンコクは437ドル、ホーチーミンは329ドル、マニラは314ドル、ミャンマー（ヤンゴン）は148ドルであり、日本の賃金に対して、おおよそ7%〜40%である[118][119]。

### 日本の外国人労働者
新興国と日本の賃金格差を背景に来日している外国人労働者は、介護や建設業といった人手不足の業種を中心として、存在感を高めている。特に、単純労働や肉体労働に従事する外国人留学生や技能実習生は近年大きく増加している。
第一生命経済研究所の星野卓也によれば、日本と新興国との間の最低賃金格差は、新興国の経済成長により、縮小している。そのため今後、日本で働く動機となっている賃金の高さが薄まってしまい、外国人労働者に頼ることは、出来なくなる可能性が出てくると指摘している。
具体的には、日本と中国・ベトナムの最低賃金格差を現した「出稼ぎ魅力度指数」（各国通貨建て日本最低賃金/各国通貨建て各国最低賃金）の2005年・2015年・2021年は、以下のように推移しており、長期的には最低賃金格差が縮小していること、そしてこうした傾向は今後も続いていくことが分かる。
- ベトナム：46.1倍→21.1倍→20.5倍
- 中国：14.4倍→3.6倍→3.4倍

また、中国では、日本に渡航して働くことは、渡航費用や語学などの研修費用の負担を差し引いても、割りに合わなくなりつつある。そのため、企業によっては、中国人から日本人へ雇用を切り替えている企業も出ている。
隣国の韓国や台湾は、日本と同じく少子高齢化やそれに伴う人手不足を理由に、外国人労働者をすでに積極的に受け入れている。そのため、日本との獲得競争が生じてくることが予想される。
韓国の外国人労働者数は96.2万人（2016年時点、韓国統計局）、台湾の外国人労働者数は70.6万人（2018年時点、台湾労働省）。全人口に占める割合は韓国1.9%、台湾2.9%、日本1.2%である。
3国の中で日本は長らくトップに立っていたが、賃金面では2018年に日本と韓国の水準が逆転し、韓国がすでに優位に立っている。
いずれにしろ、「単純・肉体労働の人手不足は外国人に」という発想のみでは、今後は難しくなっていくことが明らかである。人手不足に直面している企業は、いずれ設備投資による省力化、ビジネスモデルの変革、販売価格の引き上げなどによって労働生産性の改善を求められることになる。

### 海外移転と国内回帰
賃金格差によって人件費を圧縮し、生産コストを抑えることが出来るため、1980年代後半から日本からの海外移転が始まり、1990年代半ばから加速した。しかし、海外移転の影響により、空洞化が起こる。その為か、製造業の就業人数が減少し、特に繊維産業は、2010年の就業者数が90年対比で4分の1まで低下している。
但し、日本では2014-2015年度以降、製造業の国内回帰が大手メーカーを中心に一定程度、進展している。背景には、主に6つある。
1. 新興国での最低賃金向上による賃金増加と労働争議増加による生産コストの上昇
2. 製造業DX[* 1]（スマートファクトリー等）の推進と日本国内での地産地消による物流費縮減による国内のコスト競争力向上
3. 3Dプリンターや産業用ロボット導入による省労働力化[128][129]
4. 米中貿易摩擦に対する経済リスクの軽減
5. 2012年半ば以降進展した円安[130]
6. 新興国による品質管理、知的財産権侵害や技術流出のリスク

また、国内の顧客の要求に素早くフレキシブルに対応するために、より顧客と距離の近い国内生産にシフトする事例も見られる。
だが一方、雇用面では、製造業DX推進や産業用ロボット導入による省労働力化により、国内回帰による増加は、限定的である。

### 中国から東南アジアへの産業移転の背景
前述の国内回帰だけでなく、中国から東南アジアへ移転する動きも下記を背景にある。
- チャイナリスクの回避

2010年代頃より、国内回帰ではなく中国からASEAN諸国のベトナム・ミャンマーに移す企業が現れている。
1例として、日本における衣類の輸入相手国比率が、中国からは2008年の84.8％をピークにして2017年には63.1％にまで大きく低下した。代わってベトナム、インドネシア、カンボジア、ミャンマー、バングラデシュの5ヵ国（特にベトナム）が上昇している。 これは中国に集中した供給体制を分散してリスク低減を目的としているが、2007年を境に中国とこれら5ヵ国との最低賃金水準が乖離し始めており、賃金格差が生産シフトを促した要因であるとみることができる。
- 賃金の上昇による中国国内の産業移転

21世紀に入ってから、世界最大の靴製造地域、珠江デルタの製造コストは急速に上昇し、外資系靴製造企業は次々とベトナム、インド等の東南アジアの国々へと移転している。背景には、靴製造業は加工型の労働力集約型産業であることと中国の経済発展による物価・経済的レベルの向上にある。後者の要因により、農民工の賃金が上昇し、企業側にとって人件費コストが増加していき(2003年から2013年までに中国製靴業の工員の給料は3.5倍に伸びている。）、そのコストに耐え切れずに移転したのである。
また、本来であれば、最低賃金引き上げは多くの労働者が低賃金で働く靴製造業労働者にとって、賃金向上の役割を果たすはずであったが、結果的に市場経済下で賃金上昇を決める市場メカニズムの作用が、政府による法定最低賃金引き上げの作用を超えた結果となっている。

## 各国の経緯

### 東アジア

#### 日本
地域別最低賃金と特定最低賃金の両方が適用される場合は、高い方の最低賃金額が適用される。
| 年度 | 時 給 額 A （円） | 最低 賃金 改定率 （%） | 最 大 額 （円） B | 最 少 額 （円） C | 格差率 （%） 100×C/B | 消費者 物価 指数 換算 （円） | 男性 高校 新卒者 初任給 換算 （円） | 民間 主要 企業 賃上げ 率で 改定 された 場合の 時給額 （円） D | 民間 主要企業 賃上げ 率で 改定した 場合との 格差率 （%） 100×A/D | 消費者 物価 指数 | 男性 高校 新卒者 初任給 （千円） | 民間 主要 企業 賃上げ 率 (%) |
| ---- | ----------------- | ---------------------- | ----------------- | ----------------- | -------------------- | ---------------------------- | ----------------------------------- | ------------------------------------------------------------- | ---------------------------------------------------------------- | ---------------- | -------------------------------- | ---------------------------- |
| 1975 | 242               | -                      | -                 | -                 | -                    | 456                          | 554                                 | -                                                             | -                                                                | 53.1             | 74.9                             | 13.1                         |
| 1976 | 265               | 9.66                   | -                 | -                 | -                    | 456                          | 591                                 | 263                                                           | 100.6                                                            | 58.1             | 76.9                             | 8.8                          |
| 1977 | 291               | 9.52                   | 345               | 261               | 75.7                 | 463                          | 609                                 | 286                                                           | 101.6                                                            | 62.8             | 81.9                             | 8.8                          |
| 1978 | 309               | 6.37                   | 365               | 279               | 76.4                 | 472                          | 617                                 | 303                                                           | 101.9                                                            | 65.5             | 85.9                             | 5.9                          |
| 1979 | 328               | 6.27                   | 382               | 297               | 77.7                 | 483                          | 635                                 | 322                                                           | 102.0                                                            | 67.9             | 88.6                             | 6                            |
| 1980 | 352               | 7.04                   | 405               | 318               | 78.5                 | 481                          | 650                                 | 343                                                           | 102.6                                                            | 73.2             | 92.8                             | 6.74                         |
| 1981 | 374               | 6.47                   | 422               | 339               | 80.3                 | 488                          | 652                                 | 370                                                           | 101.2                                                            | 76.7             | 98.4                             | 7.68                         |
| 1982 | 395               | 5.41                   | 442               | 358               | 81                   | 501                          | 655                                 | 396                                                           | 99.9                                                             | 78.9             | 103.4                            | 7.01                         |
| 1983 | 407               | 3.17                   | 452               | 369               | 81.6                 | 507                          | 657                                 | 413                                                           | 98.6                                                             | 80.3             | 106.2                            | 4.4                          |
| 1984 | 420               | 3.1                    | 463               | 381               | 82.3                 | 511                          | 662                                 | 431                                                           | 97.4                                                             | 82.2             | 108.8                            | 4.46                         |
| 1985 | 435               | 3.6                    | 477               | 395               | 82.8                 | 519                          | 665                                 | 453                                                           | 96.0                                                             | 83.8             | 112.2                            | 5.03                         |
| 1986 | 448               | 3.13                   | 488               | 407               | 83.4                 | 531                          | 666                                 | 474                                                           | 94.6                                                             | 84.3             | 115.4                            | 4.55                         |
| 1987 | 458               | 2.2                    | 497               | 416               | 83.7                 | 543                          | 665                                 | 491                                                           | 93.4                                                             | 84.4             | 118.1                            | 3.56                         |
| 1988 | 472               | 3                      | 508               | 428               | 84.3                 | 555                          | 673                                 | 512                                                           | 92.1                                                             | 85               | 120.3                            | 4.43                         |
| 1989 | 491               | 4.03                   | 525               | 446               | 85                   | 565                          | 670                                 | 539                                                           | 91.1                                                             | 86.9             | 125.6                            | 5.17                         |
| 1990 | 515               | 4.81                   | 548               | 468               | 85.4                 | 575                          | 664                                 | 571                                                           | 90.2                                                             | 89.6             | 133                              | 5.94                         |
| 1991 | 540               | 4.96                   | 575               | 491               | 85.4                 | 583                          | 657                                 | 603                                                           | 89.6                                                             | 92.6             | 140.8                            | 5.65                         |
| 1992 | 563               | 4.24                   | 601               | 512               | 85.2                 | 598                          | 658                                 | 633                                                           | 89.0                                                             | 94.1             | 146.6                            | 4.95                         |
| 1993 | 581               | 3.11                   | 620               | 528               | 85.2                 | 609                          | 661                                 | 657                                                           | 88.4                                                             | 95.4             | 150.6                            | 3.89                         |
| 1994 | 595               | 2.43                   | 634               | 541               | 85.3                 | 620                          | 663                                 | 678                                                           | 87.8                                                             | 96               | 153.8                            | 3.13                         |
| 1995 | 608               | 2.29                   | 650               | 554               | 85.2                 | 634                          | 677                                 | 697                                                           | 87.2                                                             | 95.9             | 154                              | 2.83                         |
| 1996 | 621               | 2.03                   | 664               | 566               | 85.2                 | 647                          | 689                                 | 717                                                           | 86.6                                                             | 96               | 154.5                            | 2.86                         |
| 1997 | 634               | 2.22                   | 679               | 579               | 85.3                 | 649                          | 697                                 | 738                                                           | 85.9                                                             | 97.7             | 156                              | 2.9                          |
| 1998 | 646               | 1.81                   | 692               | 589               | 85.1                 | 657                          | 708                                 | 758                                                           | 85.3                                                             | 98.3             | 156.5                            | 2.66                         |
| 1999 | 652               | 0.89                   | 698               | 595               | 85.2                 | 665                          | 709                                 | 774                                                           | 84.2                                                             | 98               | 157.6                            | 2.21                         |
| 2000 | 657               | 0.82                   | 703               | 600               | 85.3                 | 675                          | 717                                 | 790                                                           | 83.1                                                             | 97.3             | 157.1                            | 2.06                         |
| 2001 | 661               | 0.61                   | 708               | 604               | 85.3                 | 684                          | 717                                 | 806                                                           | 82.0                                                             | 96.7             | 158.1                            | 2.01                         |
| 2002 | 663               | 0.3                    | 708               | 604               | 85.3                 | 692                          | 722                                 | 820                                                           | 80.9                                                             | 95.8             | 157.5                            | 1.66                         |
| 2003 | 664               | 0.15                   | 708               | 605               | 85.5                 | 695                          | 723                                 | 833                                                           | 79.7                                                             | 95.5             | 157.5                            | 1.63                         |
| 2004 | 665               | 0.15                   | 710               | 606               | 85.4                 | 696                          | 730                                 | 847                                                           | 78.5                                                             | 95.5             | 156.1                            | 1.67                         |
| 2005 | 668               | 0.45                   | 714               | 608               | 85.2                 | 702                          | 735                                 | 861                                                           | 77.6                                                             | 95.2             | 155.7                            | 1.71                         |
| 2006 | 673               | 0.75                   | 719               | 610               | 84.8                 | 705                          | 732                                 | 877                                                           | 76.8                                                             | 95.5             | 157.6                            | 1.79                         |
| 2007 | 687               | 2.08                   | 739               | 618               | 83.6                 | 719                          | 742                                 | 893                                                           | 76.9                                                             | 95.5             | 158.8                            | 1.87                         |
| 2008 | 703               | 2.33                   | 766               | 627               | 81.9                 | 726                          | 753                                 | 911                                                           | 77.2                                                             | 96.8             | 160                              | 1.99                         |
| 2009 | 713               | 1.42                   | 791               | 629               | 79.5                 | 747                          | 760                                 | 928                                                           | 76.9                                                             | 95.5             | 160.8                            | 1.83                         |
| 2010 | 730               | 2.38                   | 821               | 642               | 78.2                 | 770                          | 779                                 | 944                                                           | 77.3                                                             | 94.8             | 160.7                            | 1.82                         |
| 2011 | 737               | 0.96                   | 837               | 645               | 77.1                 | 780                          | 793                                 | 962                                                           | 76.6                                                             | 94.5             | 159.4                            | 1.83                         |
| 2012 | 749               | 1.63                   | 850               | 652               | 76.7                 | 793                          | 802                                 | 979                                                           | 76.5                                                             | 94.5             | 160.1                            | 1.78                         |
| 2013 | 764               | 2                      | 869               | 664               | 76.4                 | 805                          | 824                                 | 996                                                           | 76.7                                                             | 94.9             | 158.9                            | 1.8                          |
| 2014 | 780               | 2.09                   | 888               | 677               | 76.2                 | 800                          | 829                                 | 1,018                                                         | 76.6                                                             | 97.5             | 161.3                            | 2.19                         |
| 2015 | 798               | 2.31                   | 907               | 693               | 76.4                 | 813                          | 837                                 | 1,042                                                         | 76.5                                                             | 98.2             | 163.4                            | 2.38                         |
| 2016 | 823               | 3.13                   | 932               | 714               | 76.6                 | 839                          | 863                                 | 1,065                                                         | 77.3                                                             | 98.1             | 163.5                            | 2.14                         |
| 2017 | 848               | 3.04                   | 958               | 737               | 76.9                 | 860                          | 885                                 | 1,087                                                         | 78.0                                                             | 98.6             | 164.2                            | 2.11                         |
| 2018 | 874               | 3.07                   | 985               | 761               | 77.3                 | 878                          | 899                                 | 1,112                                                         | 78.6                                                             | 99.5             | 166.6                            | 2.26                         |
| 2019 | 901               | 3.09                   | 1,013             | 790               | 78                   | 901                          | 915                                 | 1,136                                                         | 79.3                                                             | 100              | 168.9                            | 2.18                         |
| 2020 | 902               | 0.11                   | 1,013             | 792               | 78.2                 | 902                          | 902                                 | 1,159                                                         | 77.8                                                             | 100              | 171.4                            | 2                            |
| 2021 | 930               | 3.1                    | 1,041             | 820               | 78.8                 | 931                          | 918                                 | 1,180                                                         | 78.8                                                             | 99.8             | 173.6                            | 1.86                         |
| 2022 | 961               | 3.33                   | 1,072             | 853               | 79.6                 | 939                          | 939                                 | 1,206                                                         | 79.7                                                             | 102.3            | 175.4                            | 2.2                          |
| 2023 | 1,004             | 4.47                   | 1,113             | 893               | 80.2                 | 951                          | 952                                 | 1,250                                                         | 80.3                                                             | 105.6            | 180.8                            | 3.6                          |
| 2024 | 1,055             | 5.08                   | 1,163             | 951               | 81.8                 | 972                          | 941                                 | 1,316                                                         | 80.1                                                             | 108.5            | 192.1                            | 5.33                         |
| 2025 | ---               | ---                    | ---               | ---               | ---                  | ---                          | ---                                 | 1,389                                                         | ---                                                              | ---              | ---                              | 5.52                         |
| 年度 | 時 給 額 A （円） | 最低 賃金 改定率 （%） | 最 大 額 （円） B | 最 少 額 （円） C | 格差率 （%） 100×C/B | 消費者 物価 指数 換算 （円） | 男性 高校 新卒者 初任給 換算 （円） | 民間 主要 企業 賃上げ 率で 改定 された 場合の 時給額 （円） D | 民間 主要企業 賃上げ 率で 改定した 場合との 格差率 （%） 100×A/D | 消費者 物価 指数 | 男性 高校 新卒者 初任給 （千円） | 民間 主要 企業 賃上げ 率 (%) |

- 時給額は、2001年以前の額は、日給額を8で割った値である。
- 格差率は、47都道府県の中で最も高い時給額を100とした場合、最も低い時給額がどの位になるのかを表した時給の比率である。
- 消費者物価指数換算は、その年の最低賃金額を2020年の物価指数を基準に換算した場合の最低賃金額である。

計算は、その年の最低賃金額×（2020年の消費者物価指数÷その年の消費者物価指数）=その年の消費者物価指数によって換算された最低賃金額
- 男性高校新卒者初任給換算は、その年の最低賃金額を2020年の男性高校新卒者初任給を基準に換算した場合の最低賃金額である。但し、2019年までは通勤手当を除いた額に対して、2020年以降の賃金構造基本統計調査は通勤手当を含めた額であるため[143]、「地方公務員給与の実態」[144][145][146][147][148]により算出した通勤手当額[* 3]を引いた額を初任給額としたため、2019年以前と2020年以降の初任給額を比較する際、注意が必要である。

計算は、その年の最低賃金額×（2020年の男性高校新卒者初任給÷その年の男性高校新卒者初任給）=その年の男性高校新卒者初任給によって換算された最低賃金額
- 民間主要企業賃上げ率で改定された場合の時給額は、1975年の全国加重最低賃金額が、民間主要企業賃上げ率で改定された場合を想定した最低賃金額（1円未満は四捨五入）である。
- 民間主要企業賃上げ率で改定した場合との格差率は、民間主要企業賃上げ率で改定された場合の時給額を100とした場合、最低賃金額（全国加重平均額）がどの位になるのかを表した時給の比率である。

| 都道府県名 | 最低賃金 時間額 （2024年） | 生活賃金 時給額 （連合 リビング ・ウェッジ 2024年） | 発効年月日     |
| ---------- | -------------------------- | --------------------------------------------------- | -------------- |
| 北海道     | 1,010                      | 1,160                                               | 2024年10月1日  |
| 青 森      | 953                        | 1,120                                               | 2024年10月5日  |
| 岩 手      | 952                        | 1,130                                               | 2024年10月27日 |
| 宮 城      | 973                        | 1,160                                               | 2024年10月1日  |
| 秋 田      | 951                        | 1,120                                               | 2024年10月1日  |
| 山 形      | 955                        | 1,150                                               | 2024年10月19日 |
| 福 島      | 955                        | 1,130                                               | 2024年10月5日  |
| 茨 城      | 1,005                      | 1,130                                               | 2024年10月1日  |
| 栃 木      | 1,004                      | 1,130                                               | 2024年10月1日  |
| 群 馬      | 985                        | 1,100                                               | 2024年10月4日  |
| 埼 玉      | 1,078                      | 1,210                                               | 2024年10月1日  |
| 千 葉      | 1,076                      | 1,220                                               | 2024年10月1日  |
| 東 京      | 1,163                      | 1,350                                               | 2024年10月1日  |
| 神奈川     | 1,162                      | 1,270                                               | 2024年10月1日  |
| 新 潟      | 985                        | 1,130                                               | 2024年10月1日  |
| 富 山      | 998                        | 1,130                                               | 2024年10月1日  |
| 石 川      | 984                        | 1,140                                               | 2024年10月5日  |
| 福 井      | 984                        | 1,140                                               | 2024年10月5日  |
| 山 梨      | 988                        | 1,120                                               | 2024年10月1日  |
| 長 野      | 998                        | 1,130                                               | 2024年10月1日  |
| 岐 阜      | 1,001                      | 1,120                                               | 2024年10月1日  |
| 静 岡      | 1,034                      | 1,150                                               | 2024年10月1日  |
| 愛 知      | 1,077                      | 1,170                                               | 2024年10月1日  |
| 三 重      | 1,023                      | 1,150                                               | 2024年10月1日  |
| 滋 賀      | 1,017                      | 1,160                                               | 2024年10月1日  |
| 京 都      | 1,058                      | 1,200                                               | 2024年10月1日  |
| 大 阪      | 1,114                      | 1,190                                               | 2024年10月1日  |
| 兵 庫      | 1,052                      | 1,190                                               | 2024年10月1日  |
| 奈 良      | 986                        | 1,150                                               | 2024年10月1日  |
| 和歌山     | 980                        | 1,120                                               | 2024年10月1日  |
| 鳥 取      | 957                        | 1,120                                               | 2024年10月5日  |
| 島 根      | 962                        | 1,130                                               | 2024年10月12日 |
| 岡 山      | 982                        | 1,140                                               | 2024年10月2日  |
| 広 島      | 1,020                      | 1,160                                               | 2024年10月1日  |
| 山 口      | 979                        | 1,130                                               | 2024年10月1日  |
| 徳 島      | 980                        | 1,130                                               | 2024年11月1日  |
| 香 川      | 970                        | 1,130                                               | 2024年10月2日  |
| 愛 媛      | 956                        | 1,120                                               | 2024年10月13日 |
| 高 知      | 952                        | 1,130                                               | 2024年10月9日  |
| 福 岡      | 992                        | 1,140                                               | 2024年10月5日  |
| 佐 賀      | 956                        | 1,120                                               | 2024年10月17日 |
| 長 崎      | 953                        | 1,120                                               | 2024年10月12日 |
| 熊 本      | 952                        | 1,130                                               | 2024年10月5日  |
| 大 分      | 954                        | 1,100                                               | 2024年10月5日  |
| 宮 崎      | 952                        | 1,080                                               | 2024年10月5日  |
| 鹿児島     | 953                        | 1,080                                               | 2024年10月5日  |
| 沖 縄      | 952                        | 1,160                                               | 2024年10月9日  |

- 最低賃金時間額は表の発効年月日以降の1時間当たりの最低賃金額である。
- 発効年月日は、都道府県ごとに新たに最低賃金額が適用される年月日である。
- 都道府県別の生活賃金額は、日本労働組合総連合会が算出した2024年6月～同年7月に埼玉県さいたま市に居住している単身者（非自動車保有者）が最低限生活するのに必要な生活費を1カ月当たりの労働時間を165時間とした場合の1時間当たりの時給額である。また、生活費を住居費以外と住居費に分解し、前者は「2023年小売物価統計調査（構造編）」（総務省統計局）の「家賃を除く総合」指数を用いて、後者は「2023年住宅・土地統計調査」（総務省統計局）の「1か月当たり家賃・間代」（0円を含まない）と「1か月当たり共益費・管理費」（0円を含まない）を足した額（1,000円未満は四捨五入）を用いて都道府県ごとに換算して、合計した額の最低生活費を165で割った金額である。

#### 韓国
但し、同居する親族のみを使用する事業及び家事使用人、精神又は身体の障害により労働能力が著しく低い者、その他最賃適用が適当でないと認められる者は適用外である。修習使用期間中又は修習を始めた日から3か月以内は、最賃額の90％適用の減額措置あり（1年未満の契約労働者除く）。
| 適用年度          | 時間給（ウォン） | 引き上げ率（％） | 前年比引き上げ額 | 韓国大統領            |
| ----------------- | ---------------- | ---------------- | ---------------- | --------------------- |
| 1988              | 1グループ462.50  | -                | -                | 全斗煥                |
| 1988              | 2グループ487.50  | -                | -                | 全斗煥                |
| 1989              | 600              | 1グループ29.7    | 1グループ137.5   | 盧泰愚                |
| 1989              | 600              | 2グループ23.1    | 2グループ112.5   | 盧泰愚                |
| 1990              | 690              | 15               | 90               | 盧泰愚                |
| 1991              | 820              | 18.8             | 130              | 盧泰愚                |
| 1992              | 925              | 12.8             | 105              | 盧泰愚                |
| 1993              | 1,005            | 8.6              | 80               | 盧泰愚                |
| 1994.1 〜1994.8   | 1,085            | 7.96             | 80               | 金泳三                |
| 1994.9 〜 1995.8  | 1,170            | 7.8              | 85               | 金泳三                |
| 1995.9 〜 1996.8  | 1,275            | 8.97             | 105              | 金泳三                |
| 1996.9 〜 1997.8  | 1,400            | 9.8              | 125              | 金泳三                |
| 1997.9 〜 1998.8  | 1,485            | 6.1              | 85               | 金泳三                |
| 1998.9 〜 1999.8  | 1,525            | 2.7              | 40               | 金大中                |
| 1999.9 〜 2000.8  | 1,600            | 4.9              | 75               | 金大中                |
| 2000.9 〜 2001.8  | 1,865            | 16.6             | 265              | 金大中                |
| 2001.9 〜 2002.8  | 2,100            | 12.6             | 235              | 金大中                |
| 2002.9 〜 2003.8  | 2,275            | 8.3              | 175              | 金大中                |
| 2003.9 〜 2004.8  | 2,510            | 10.3             | 235              | 盧武鉉                |
| 2004.9 〜 2005.8  | 2,840            | 13.1             | 330              | 盧武鉉                |
| 2005.9 〜 2006.12 | 3,100            | 9.2              | 260              | 盧武鉉                |
| 2007              | 3,480            | 12.3             | 380              | 盧武鉉                |
| 2008              | 3,770            | 8.3              | 290              | 盧武鉉                |
| 2009              | 4,000            | 6.1              | 230              | 李明博                |
| 2010              | 4,110            | 2.75             | 110              | 李明博                |
| 2011              | 4,320            | 5.1              | 210              | 李明博                |
| 2012              | 4,580            | 6                | 260              | 李明博                |
| 2013              | 4,860            | 6.1              | 280              | 李明博                |
| 2014              | 5,210            | 7.2              | 350              | 朴槿恵                |
| 2015              | 5,580            | 7.1              | 370              | 朴槿恵                |
| 2016              | 6,030            | 8.1              | 450              | 朴槿恵                |
| 2017              | 6,470            | 7.3              | 440              | 黄教安 （大統領代行） |
| 2018              | 7,530            | 16.4             | 1,060            | 文在寅                |
| 2019              | 8,350            | 10.9             | 820              | 文在寅                |
| 2020              | 8,590            | 2.87             | 240              | 文在寅                |
| 2021              | 8,720            | 1.5              | 130              | 文在寅                |
| 2022              | 9,160            | 5.05             | 440              | 文在寅                |
| 2023              | 9,620            | 5                | 460              | 尹錫悦                |
| 2024              | 9,860            | 2.5              | 240              | 尹錫悦                |
| 2025              | 10,030           | 1.7              | 170              | 崔相穆 （大統領代行） |
| 2026              | 10,320           | 2.9              | 290              | 李在明                |

※1988年と1989年は、10人以上の事業所で働く製造業の常用雇用労働者のみ対象。また、1988年の最低賃金額は、低賃金業種（1グループ）と高賃金業種（2グループ）と分かれていた。
※1990年〜1998年の間は、全業種の10人以上の事業所で働く労働者、1999年・2000年は5人以上の事業所で働く労働者、2001年以降は全労働者が対象となる。
※韓国大統領は、適用開始時点で大統領に就いていた人物。但し、黄教安については、2017年1月1日時点で国務総理（日本の首相に当たる。）であったが、朴槿恵元韓国大統領弾劾訴追により2016年12月9日から2017年5月10日の間は、大統領代行を兼務している。
また、2024年に大韓民国非常戒厳令を宣言したことを理由に行われた尹錫悦韓国大統領弾劾訴追により2024年12月14日に可決され、可決後に議決書が大統領府に届けられて大統領の職務一時停止、当時国務総理であった韓悳洙が大統領代行を行った。しかし、同月27日に尹錫悦大統領の弾劾を審判する韓国憲法裁判所の裁判官の任命を拒否する意向を表明したため弾劾訴追され、2025年3月24日に韓国憲法裁判所より大韓民国非常戒厳令発令を積極的に幇助した証拠が見当たらないとして棄却され、大統領代行に復帰するまでの間に経済副首相である崔相穆が大統領代行と国務総理代行を行なったため、崔相穆としている。

#### 台湾
| 適用開始年月日 | 月給 （ニューNTドル） | 日給換算 （ニューNTドル） | 時給換算 （ニューNTドル） | 引き上げ率 （%） | 前年比 引き上げ 月給額 | 中華民国総統 |
| -------------- | --------------------- | ------------------------- | ------------------------- | ---------------- | ---------------------- | ------------ |
| 1956           | 300                   | -                         | -                         | -                | -                      | 蔣介石       |
| 1964           | 450                   | -                         | -                         | 50.0             | 150                    | 蔣介石       |
| 1968.3.16      | 600                   | 20                        | -                         | 33.3             | 150                    | 蔣介石       |
| 1978.12        | 2,400                 | 80                        | -                         | 300.0            | 1,800                  | 蔣経国       |
| 1980.5         | 3,300                 | 110                       | -                         | 37.5             | 900                    | 蔣経国       |
| 1983.5         | 5,700                 | 190                       | -                         | 72.7             | 2,400                  | 蔣経国       |
| 1984.7         | 6,150                 | 205                       | -                         | 7.9              | 450                    | 蔣経国       |
| 1986.11        | 6,900                 | 230                       | -                         | 12.2             | 750                    | 蔣経国       |
| 1988.7         | 8,130                 | 271                       | -                         | 17.8             | 1,230                  | 李登輝       |
| 1989.7         | 8,820                 | 294                       | -                         | 8.5              | 690                    | 李登輝       |
| 1990.8         | 9,750                 | 325                       | -                         | 10.5             | 930                    | 李登輝       |
| 1991.8         | 11,040                | 368                       | -                         | 13.2             | 1,290                  | 李登輝       |
| 1992.8         | 12,365                | 412                       | 51.5                      | 12.0             | 1,325                  | 李登輝       |
| 1993.8.16      | 13,350                | 445                       | 55.5                      | 7.7              | 985                    | 李登輝       |
| 1994.8.20      | 14,010                | 467                       | 58.5                      | 5.4              | 660                    | 李登輝       |
| 1995.8         | 14,880                | 496                       | 62                        | 6.0              | 870                    | 李登輝       |
| 1996.9         | 15,360                | 512                       | 64                        | 3.2              | 480                    | 李登輝       |
| 1997.10.16     | 15,840                | 528                       | 66                        | 3.1              | 480                    | 李登輝       |
| 2007.7         | 17,280                | -                         | 95                        | 43.9             | 1,440                  | 陳水扁       |
| 2011           | 17,880                | -                         | 98                        | 3.2              | 600                    | 馬英九       |
| 2012           | 18,780                | -                         | 103                       | 5.1              | 900                    | 馬英九       |
| 2013           | 19,047                | -                         | 109                       | 5.8              | 267                    | 馬英九       |
| 2014           | 19,273                | -                         | 114                       | 4.6              | 226                    | 馬英九       |
| 2015.7         | 20,008                | -                         | 120                       | 5.3              | 735                    | 馬英九       |
| 2016.10        | 20,008                | -                         | 126                       | 5.0              | 0                      | 蔡英文       |
| 2017           | 21,009                | -                         | 133                       | 5.6              | 1,001                  | 蔡英文       |
| 2018           | 22,000                | -                         | 141                       | 6.0              | 991                    | 蔡英文       |
| 2019           | 23,100                | -                         | 150                       | 6.4              | 1,100                  | 蔡英文       |
| 2020           | 23,800                | -                         | 158                       | 5.3              | 700                    | 蔡英文       |
| 2021           | 24,000                | -                         | 160                       | 1.3              | 200                    | 蔡英文       |
| 2022           | 25,250                | -                         | 168                       | 5.0              | 1,250                  | 蔡英文       |
| 2023           | 26,400                | -                         | 176                       | 4.8              | 1,150                  | 蔡英文       |
| 2024           | 27,470                | -                         | 183                       | 4.1              | 1,070                  | 蔡英文       |
| 2025           | 28,590                | -                         | 190                       | 4.1              | 1,120                  | 頼清徳       |

注1：適用開始年月日は、月の記載がないのは1月より、日は1日である。
注2：引き上げ率は、1997年までは月給、2007年以降は時給を基準としている。
注3：日給換算は、月給から30で割った額である。
注4：時給換算は、1997年までは日給から1日の労働時間を8時間として割った数である。2007年以降は、1か月あたりの労働時間で割った数（下表）を時給額としている。
| 適用年月 | 1か月あたりの 労働時間 |
| -------- | ---------------------- |
| 2007.7   | 182                    |
| 2011     | 182                    |
| 2012     | 182                    |
| 2013     | 174.7                  |
| 2014     | 167.6                  |
| 2015     | 166.7                  |
| 2016     | 158.8                  |
| 2017     | 158                    |
| 2018     | 157.1                  |
| 2019     | 154                    |
| 2020     | 150.6                  |
| 2021     | 150                    |
| 2022     | 150                    |
| 2023     | 150                    |
| 2024     | 150.1                  |
| 2025     | 150.5                  |

2015年と2016年の最低月給額は変わらないが、時給換算する際の1か月あたりの労働時間が異なるため、2016年は最低時給額が2015年に比べて5.0%引き上げられている。
注5：中華民国総統は、適用開始時点で総統に就いていた人物。そのため、1975年4月5日〜1978年5月20日の間に就任していた厳家淦は含まれていない（なお、実際には蔣介石の息子で国民党主席兼行政院院長だった蔣経国が党と政府の実権を掌握し、殆ど名目的な総統だった。）。

#### 中国
| 地域               | 第1区分 | 第2区分 | 第3区分 | 第4区分 | 最終改定      | 最低賃金に含まれるもの | 最低賃金に含まれるもの    |
| 地域               | 第1区分 | 第2区分 | 第3区分 | 第4区分 | 最終改定      | 社会保険料             | 住宅積立金の 個人負担部分 |
| ------------------ | ------- | ------- | ------- | ------- | ------------- | ---------------------- | ------------------------- |
| 上海市             | 2,740   |         |         |         | 2025年7月1日  | ×                      | ×                         |
| 北京市             | 2,540   |         |         |         | 2025年9月1日  | ×                      | ×                         |
| 広東省 （注2）     | 2,500   | 2,080   | 1,850   | 1,750   | 2025年3月1日  |                        |                           |
| 江蘇省             | 2,490   | 2,260   | 2,010   |         | 2024年1月1日  | 〇                     | ×                         |
| 浙江省             | 2,490   | 2,260   | 2,010   |         | 2024年1月1日  | 〇                     |                           |
| 天津市             | 2,320   |         |         |         | 2023年11月1日 | 〇                     | 〇                        |
| 山東省             | 2,200   | 2,010   | 1,820   |         | 2023年10月1日 | 〇                     | 〇                        |
| 重慶市             | 2,330   | 2,200   |         |         | 2025年1月1日  | 〇                     | 〇                        |
| 四川省             | 2,330   | 2,200   |         |         | 2025年1月1日  | 〇                     | 〇                        |
| 福建省             | 2,265   | 2,195   | 2,045   | 1,895   | 2025年4月1日  | △                      | △                         |
| 湖北省             | 2,210   | 1,950   | 1,800   |         | 2024年2月1日  |                        |                           |
| 河南省             | 2,100   | 2,000   | 1,800   |         | 2024年1月1日  |                        |                           |
| 内モンゴル自治区   | 2,270   | 2,200   | 2,140   |         | 2024年12月1日 | 〇                     | 〇                        |
| 陝西省             | 2,160   | 2,050   | 1,950   |         | 2023年5月1日  |                        |                           |
| 寧夏回族自治区     | 2,050   | 1,900   |         |         | 2024年3月1日  | 〇                     | ×                         |
| 湖南省             | 2,200   | 2,000   | 1,800   |         | 2025年9月1日  | 〇                     | ×                         |
| 遼寧省             | 2,100   | 1,900   | 1,700   |         | 2024年5月1日  |                        |                           |
| 河北省             | 2,200   | 2,000   | 1,800   |         | 2023年1月1日  | 〇                     | 〇                        |
| 新疆ウイグル自治区 | 2,070   | 1,890   | 1,750   |         | 2025年1月1日  | 〇                     | 〇                        |
| 山西省             | 2,150   | 2,050   | 1,950   |         | 2025年1月1日  | △                      | △                         |
| 吉林省             | 2,120   | 1,920   | 1,780   |         | 2024年10月1日 |                        |                           |
| 黒竜江省           | 2,080   | 1,850   | 1,750   |         | 2024年5月1日  |                        |                           |
| 江西省             | 2,000   | 1,870   | 1,740   |         | 2024年4月1日  | 〇                     | ×                         |
| チベット自治区     | 2,100   |         |         |         | 2023年9月1日  |                        |                           |
| 海南省             | 2,010   | 1,850   |         |         | 2023年12月1日 |                        |                           |
| 甘粛省             | 2,020   | 1,960   | 1,910   | 1,850   | 2023年11月1日 |                        |                           |
| 貴州省             | 2,130   | 1,980   | 1,890   |         | 2025年2月1日  | 〇                     | 〇                        |
| 青海省             | 2,080   |         |         |         | 2025年5月1日  |                        |                           |
| 雲南省             | 2,070   | 1,920   | 1,770   |         | 2024年10月1日 | 〇                     | 〇                        |
| 安徽省             | 2,060   | 1,930   | 1,870   | 1,780   | 2023年3月1日  | ×                      | ×                         |
| 広西チワン族自治区 | 2,200   | 2,040   | 1,870   |         | 2025年7月1日  | △                      | △                         |
| 地域               | 第1区分 | 第2区分 | 第3区分 | 第4区分 | 最終改定      | 社会保険料             | 住宅積立金の 個人負担部分 |
| 地域               | 第1区分 | 第2区分 | 第3区分 | 第4区分 | 最終改定      | 最低賃金に含まれるもの |                           |

（注1）中国では、地域（省・自治区・直轄市及び深圳市）ごとに最低賃金額が定められている。
そして、同じ地域内でも、各地の経済発展状況に応じて最大4区分されている。
（注2）広東省深圳市の最低賃金は2,520元。
（注3）最低賃金に含まれるもので、社会保険料は、養老保険・医療保険・失業保険の3つの社会保険の合算した保険料のことである。
（注4）最低賃金に含まれるもので、△は、全日制就業者（1日当たりの勤務時間は4時間超、かつ1週間の勤務時間が累計24時間超の
労働者）の最低賃金に社会保険料と住宅積立金の個人負担部分が含まれている。一方で、非全日制就業者(1日当たりの勤務時間は4時間以内、かつ1週間の勤務時間が累計24時間以内の労働者）については、社会保険料の企業と個人負担分だけが含まれ、
住宅積立金は含まれていない。
（注5）最低賃金に含まれるもので、空欄は、社会保険料と住宅積立金の個人負担分が含まれているかどうか法令上明記されていない。

#### 香港
| 適用期間  | 最低時給額 |
| --------- | ---------- |
| 2011-2013 | 28.0       |
| 2013-2015 | 30.0       |
| 2015-2017 | 32.5       |
| 2017-2019 | 34.5       |
| 2019-2021 | 37.5       |
| 2021-2023 | 37.5       |
| 2023-2025 | 40.0       |
| 2025      | 42.1       |

（注1）香港が最低賃金制度を開始したのは2011年5月1日からである。
（注2）適用月日の明記がない場合、始期は5月1日、終期は4月30日である。また、2025に関しては、2025年5月1日から2026年4月30日である。
（注3）外国人家政婦の最低賃金は別途定められており、2024年9月28日時点で、月給4,990香港ドル（ただし最低月給とは別に、
食費手当を1,236香港ドル支給する義務がある[賄い付きでない又は最低食事手当を下回る場合]。）である。

### アメリカ合衆国
公正労働基準法の定める連邦最低賃金と、州の最低賃金のうち、高いほうが適用される。チップ制のある職種についての最低時給はここでは省略する。なお、2014年2月にオバマ前大統領により署名された大統領令13658号により、連邦政府と事業者の間で契約した業務に従事する労働者（契約業務に関連する業務に携わる者も含む。）に対する最低賃金が設けられている。その後、2021年4月にバイデン大統領により署名された大統領令14026号により、2022年1月30日以降に連邦政府と事業者間で新たな契約（更新を含む）を締結する場合には、下表の該当年の上段に記載された時給額で支払うこととなった。
| 年   | ドル／時間 |
| ---- | ---------- |
| 2015 | 10.10      |
| 2016 | 10.15      |
| 2017 | 10.20      |
| 2018 | 10.35      |
| 2019 | 10.60      |
| 2020 | 10.80      |
| 2021 | 10.95      |
| 2022 | 15.00      |
| 2022 | 11.25      |
| 2023 | 16.20      |
| 2023 | 12.15      |
| 2024 | 17.20      |
| 2024 | 12.90      |

※2022年以降の最低時給額は、上段は2022年1月30日以降に連邦政府と事業者間で新たな契約（更新を含む）を締結する場合。下段は、2015年1月1日から2022年1月29日までに連邦政府と契約事業者間で新たな契約（更新を含む）を締結した場合であり、契約が終了（再更新含む）するまで有効である。

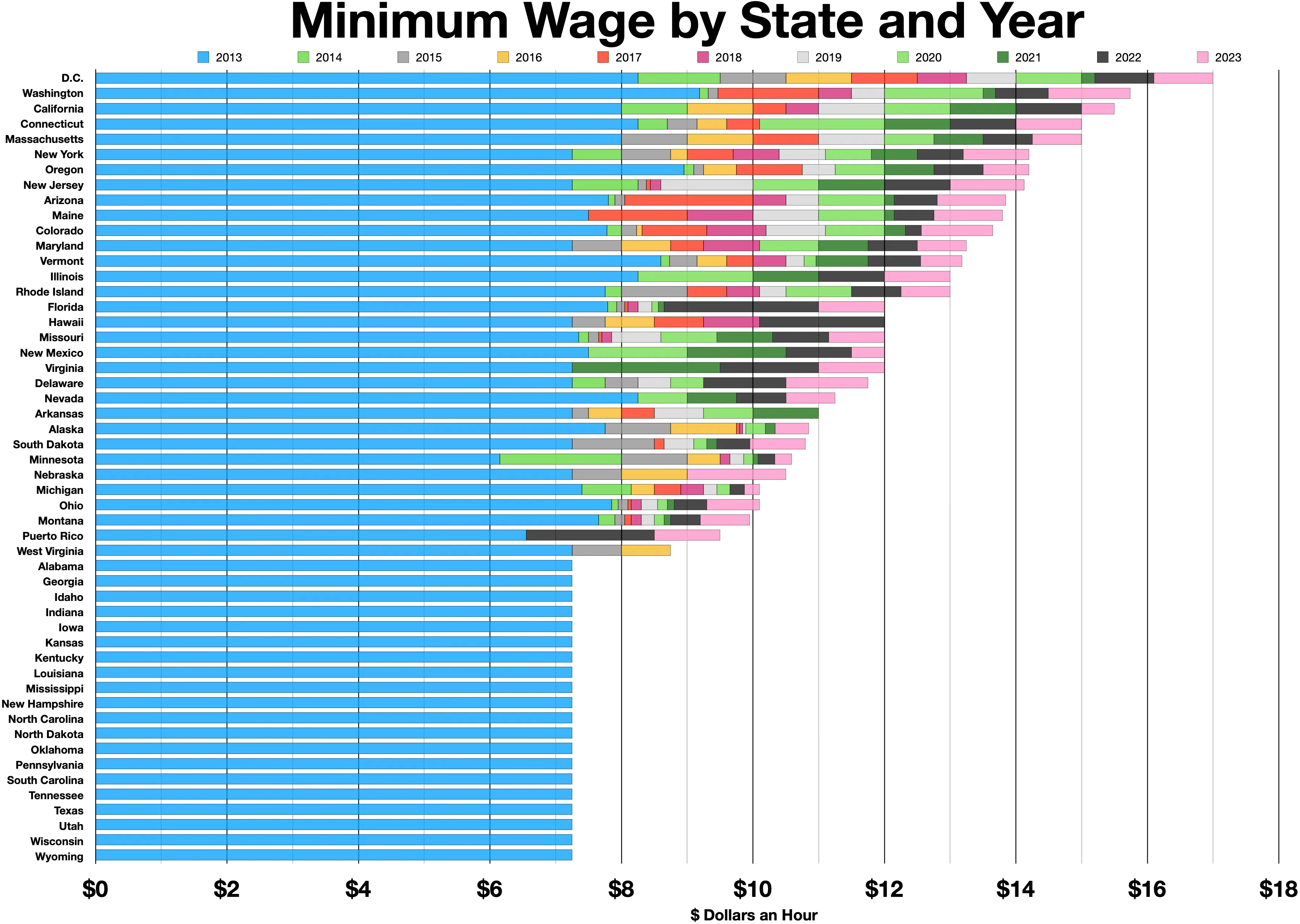
州ごとの最低賃金の変遷

| 年   | ドル／時間 |
| ---- | ---------- |
| 1968 | 1.15       |
| 1970 | 1.30       |
| 1972 | 1.60       |
| 1976 | 2.20       |
| 1979 | 2.90       |
| 1980 | 3.10       |
| 1981 | 3.35       |
| 1991 | 3.35       |
| 1992 | 4.25       |
| 1997 | 4.75       |
| 1998 | 5.15       |
| 2007 | 5.85       |
| 2008 | 6.55       |
| 2009 | 7.25       |

| 州名                 | 生活賃金 (ドル／時間) | 最低賃金 (ドル／時間) | 補足 |
| -------------------- | --------------------- | --------------------- | --- |
| アラバマ州           | 20.50                 | 無し                  | 2016年に制定した州の法律により、州内の郡や市が独自に最低賃金を設定することを禁止している。そのため、バーミングハムで2016年2月に最低時給額を10.10ドルに決めたが、その直後に制定された前述の法律により無効となっている。 |
| アラスカ州           | 24.11                 | 13.00                 | 物価スライド（アンカレッジ都市圏CPI-U）により毎年最低賃金を改定している。但し、2027年7月までに物価スライドに関係なく15ドルへと引き上げる予定である。 |
| アリゾナ州           | 24.42                 | 14.70                 | フラッグスタッフは、他の値が適用される。また、物価スライド（全米都市平均 CPI-U）により毎年最低賃金を改定している。 |
| アーカンソー州       | 19.49                 | 11.00                 | 従業員が4人以上の場合。 |
| カリフォルニア州     | 28.72                 | 16.50                 | 2023年1月に企業規模に関わらず、時給15.50ドル引き上げた。そして、全米に60店舗以上を持つファストフードチェーンで働く従業員を対象に2024年4月に時給20ドルへ引き上げ。 なお、医療施設で働く労働者の場合は2024年10月16日以降、別途最低賃金額が定められ、最大で時給24.0ドル（1万人以上の常勤従業員がいる病院または総合医療システム、透析クリニック、大きな郡が運営する医療施設で働く場合）～最低18.63ドル（セーフティネット病院<メディケアなどの政府支出割合が高い病院>、小さな郡が運営する医療施設） また、物価スライド（全米都市平均CPI-W）により毎年最低賃金を改定している。 ただし、マウンテンビュー市、サンフランシスコ市、サニーデール市、リッチモンド市、バークリー市など一部の地域（41自治体）においては他の値が適用される。更に、下記の自治体は、カルフォニア州でも最低時給額が一部の条件を除いた場合や条件が限定される場合を含め全米一となった又はなる地域である。 - ウェスト・ハリウッド市（ホテルで働く従業員は、時給20.22ドル[2025年7月現在]。2023年7月～同年12月の間は、客室60室以上のホテルで働く従業員以外で全米で最も高い最低賃金額。それ以外は時給19.65ドル） - エマリービル市（時給19.90ドル[2025年7月現在]。2020年7月〜2021年12月の間は、客室150室以上のホテルで働く従業員以外で全米で最も高い最低時給額。 - ロングビーチ市（市内で働くホテル従業員は時給25.00ドル、2024年1月以降は全米で最も高い最低時給額。スポーツ会場やコンサート会場の屋台や会場通路で売り歩く労働者は時給18.58ドル、それ以外はカルフォニア州と同じ時給16.50ドル[2025年7月現在]） - ロサンゼルス市（ロサンゼルス国際空港ホスピタリティ強化ゾーン（AHEZ）内にある客室数50室以上のホテルとAHEZ外の客室60室以上のホテルで働く従業員は時給21.01ドル。2028年ロサンゼルスオリンピックが開催される2028年までに時給30ドルへ引き上げる予定。それ以外は時給17.87ドル） |
| コロラド州           | 25.47                 | 14.81                 | 2021年以降は、最低賃金は消費者物価指数（デンバー等都市圏CPI-U）に連動して改定。 最低賃金の適用される労働者は、①小売及びサービス、②商業支援サービス（事務員、警備、ビルメンテナンス等を指す。）、③飲食業、④医療・保健に限定されている。更には、これらの産業に属している労働者の最低賃金にチップを含めるのは、禁じられている。 但し、ボルダー郡・エッジウォーター・デンバーにおいては他の値が適用される。また、コロラド州の法律により引き上げ率は15％を上限としている。 |
| コネチカット州       | 25.28                 | 16.35                 | 2023年6月に15ドルへ引き上げた。そして、雇用コスト指数（全米ECI）に連動して改定。 |
| デラウェア州         | 23.43                 | 15.00                 | 農業従事者、個人向けの家事サービスに従事する従業員、アメリカ連邦政府の職員、歩合給の営業担当者、経営者や管理職と専門家、漁師と魚加工に従事する従業員、ボランティア活動者（教育機関、宗教団体、非営利団体）、非営利サマーキャンププログラムに雇用されているジュニアキャンプカウンセラー、州矯正局のプログラムに参加する受刑者は対象外である。 |
| ワシントンD.C.       | 25.98                 | 17.95                 | 管理職や専門職等には適用されない。2021年からは物価に連動する方法で改定しており、首都圏のCPI-U（都市部の消費者世帯を対象とする消費者物価指数）を採用している。 |
| フロリダ州           | 23.41                 | 13.00                 | 2026年9月30日まで15ドルへ引き上げる予定である。その後、物価スライドにより毎年最低賃金を改定する。 |
| ジョージア州         | 23.94                 | 5.15                  | 従業員が6人以上の場合 |
| グアム（準州）       | -                     | 9.25                  | |
| ハワイ州             | 29.92                 | 14.00                 | 2028年1月に時給18ドルになるまで、引き上げる予定である。引き上げ理由は、2019年コロナウイルス感染症流行による経済悪化に対して、労働者世帯を保護するためである。 |
| アイダホ州           | 23.18                 | 7.25                  | |
| イリノイ州           | 23.56                 | 15.00                 | 18歳以上又は年間労働時間650時間超の18歳未満の労働者。年間労働時間650時間以下の18歳未満の労働者は、13.00ドル。但し、シカゴ市（企業の従業員数が4人以上の場合）とクック郡の場合は他の値が適用される。 |
| インディアナ州       | 20.81                 | 7.25                  | 従業員が2人以上の場合 |
| アイオワ州           | 20.89                 | 7.25                  | リン郡については、他の値が適用される。 |
| カンザス州           | 21.06                 | 7.25                  | |
| ケンタッキー州       | 20.09                 | 7.25                  | |
| ルイジアナ州         | 20.51                 | 無し                  | 州内の郡や市が独自に最低賃金を設定することを禁止している。 |
| メイン州             | 23.22                 | 14.65                 | ポートランドとロックランド（従業員数25人超の企業の場合）において、他の値が適用される。また、物価スライド（北東部 CPI-W）により毎年最低賃金を改定している。 |
| メリーランド州       | 26.17                 | 15.00                 | 18歳未満の従業員の最低賃金減額率は、15%である モンゴメリー郡については、他の値が適用される。 |
| マサチューセッツ州   | 28.88                 | 15.00                 | 農業従事者に関しては、通常の最低賃金とは別に最低賃金が設定されている（2024年5月15日時点で最低時給8ドル。但し、18歳未満の子供、雇用主の親・配偶者・子供・近親者は除く。）。 また、最低賃金は連邦最低賃金を少なくとも0.50ドル以上上回らなければならないと州法で定められているため、連邦最低賃金がこれを上回るペースで引き上げられた場合には、その金額を0.50ドル以上上回る水準に設定される。 |
| ミシガン州           | 20.97                 | 12.48                 | 従業員が2人以上の場合。16歳及び17歳は15%少ない最低賃金額となり、20歳未満従業員の研修期間（90日間）の場合は、時給4.25ドルである。ミシガン州最高裁判所による労働力機会賃金改善法（IWOWA）に関し、時給12ドルへ段階的引き上げの最終年を2022年から2030年へ遅らせたことに対し違憲判決が下されたことにより、2025年2月21日に時給12.48ドルへ改定された。2027年1月1日までに時給15.00ドルへ改定する予定。 |
| ミネソタ州           | 22.05                 | 11.13                 | 2025年1月1日より、収益に関係なく受給11.13ドルへ統一。20歳未満従業員の研修期間（90日間）の場合は、時給9.08ドルである。また、物価スライド（全米 PCE）により毎年最低賃金を改定している。 ミネアポリスについては、2024年7月1日から企業規模に関係なく最低時給15.57ドル。セントポールは従業員数に応じて3つに分かれる形で最低賃金額が異なる（2027年7月1日に従業員数5人以下の企業の最低時給が15ドルとなり、2028年7月1日に企業規模関係なく最低賃金額が統一。）。 |
| ミシシッピ州         | 20.75                 | 無し                  | |
| ミズーリ州           | 20.87                 | 13.75                 | 売上高50万ドル未満の、小売業またはサービス業を除く。2026年1月から同15ドルへと引き上げていく予定である。 |
| モンタナ州           | 22.32                 | 10.55                 | 総売上高11万ドル以上の事業。物価スライド（全米都市平均 CPI-U）により毎年最低賃金を改定している。 |
| モンタナ州           | 22.32                 | 4.00                  | 公正労働基準法の適用を受けない事業で総売上高11万ドル未満のもの |
| ネブラスカ州         | 20.99                 | 13.50                 | 従業員が4人以上の場合。2026年までに時給15ドルへ引き上げる予定であり、2027年以降は物価連動（中西部地域の全都市消費者物価指数[CPI-U]）で引き上げられ。 |
| ネバダ州             | 23.85                 | 12.00                 | 2024年7月より雇用者による医療保険提供有無に関係なく、時給12ドルへ統合。 |
| ニューハンプシャー州 | 24.78                 | 7.25                  | |
| ニュージャージー州   | 26.20                 | 15.49                 | 従業員数6人以上の企業の場合。消費者物価指数に基づいて改定している。 |
| ニュージャージー州   | 26.20                 | 14.53                 | 従業員6人未満の企業で働く従業員又季節雇用者の場合。農業雇用者は13.40ドルである。従業員6人未満の企業及び季節雇用者は2026年1月まで、農業雇用者は2027年1月までに時給15ドルへ引き上げ、その後、物価スライド（全米都市平均 CPI-W）による改定となる。なお、介護施設に雇用されている介護スタッフは時給18.49ドルである。 そして、15ドルに達するまでは、州の法律で定めた改定率かCPIに基づく計算のいずれか高い方で改定し、達した後はCPIに基づいて改定していく。 |
| ニューメキシコ州     | 21.01                 | 12.00                 | 2020年1月以降は、放課後や非課業日で働く中高生の最低時給は、8.50ドルへ定められる。 アルバカーキ（時給12.00ドル[2025年1月現在]）やラスクルーセス（時給12.00ドル[2024年1月現在]）、サンタフェ郡（時給15.00ドル[2025年5月現在]）、サンタフェ市（時給15.00ドル[2025年3月現在]）、については、自治体独自で適用される。 |
| ニューヨーク州       | 27.57                 | 15.50                 | ニューヨーク市内、ロングアイランドとウィンチェスターの企業に雇用された従業員は、16.50ドル。そして、フードデリバリーサービス会社と契約してサービスを提供する配達員の最低時給が2023年11月30日～2025年3月の間は17.96ドル、2025年4月より19.96ドルとなり、以降は毎年インフレ率に合わせて改定することになっている。 |
| ノースカロライナ州   | 22.54                 | 7.25                  | |
| ノースダコタ州       | 19.78                 | 7.25                  | |
| オハイオ州           | 20.38                 | 10.70                 | 収益39.4万ドル以上の雇用主 |
| オハイオ州           | 20.38                 | 7.25                  | 収益39.4万ドル未満の雇用主 |
| オクラホマ州         | 20.26                 | 7.25                  | 一か所で10人以上のフルタイム労働者を持つ雇用主、もしくは総売上高が10万ドルを超える雇用主 |
| オクラホマ州         | 20.26                 | 2.00                  | その他 |
| オレゴン州           | 25.16                 | 15.05                 | 16.30ドル（ポートランド都市圏）、14.05ドル（農村部）。物価スライド（全米都市平均 CPI-U）に連動する形で引き上げている。 |
| ペンシルバニア州     | 22.91                 | 7.25                  | |
| ロードアイランド州   | 24.36                 | 15.00                 | |
| サウスカロライナ州   | 22.15                 | 無し                  | |
| サウスダコタ州       | 19.75                 | 11.50                 | 物価スライド（全米都市平均 CPI-U）により毎年最低賃金を改定している。 |
| テネシー州           | 21.99                 | 無し                  | |
| テキサス州           | 21.82                 | 7.25                  | |
| ユタ州               | 23.91                 | 7.25                  | |
| バーモント州         | 23.95                 | 14.01                 | 従業員が2人以上の場合。5%を超えない範囲で物価スライド（全米都市平均 CPI-U）により毎年最低賃金を改定している。 |
| バージニア州         | 25.65                 | 12.41                 | 2023年1月1日に12ドルへ引き上げられ、それ以降は最賃水準決定時の直近の暦年におけるCPI-U（都市部の消費者世帯を対象とする消費者物価指数）の年間上昇率に基づいて改定される。但し、16歳未満の未成年・親または保護者に雇われた18歳未満の未成年、週労働20時間未満の18歳未満フルタイム学生・農業労働者・非営利団体従事者・連邦公正労働基準法に従い賃金が支払われている障害者等、バージニア州最低賃金法により適用除外となっている労働者は対象でない（その中には、週労働10時間未満のベビーシッターやゴルフ場のキャディーも含む。）。 |
| ワシントン州         | 26.36                 | 16.66                 | 但し、以下の自治体については、他の値が適用される。なお、2024年7月1日～同年10月15日の間は、ホテルで働く従業員以外で全米でタックウィラとレントンが全米で最も高い最低時給額であった。また、州では物価上昇に伴う生計費の上昇に対処するため、2021年以降は物価スライド（全米都市平均 CPI-W）に基づいたインフレ率によって改定されている。 - ベリンハム（時給18.66ドル[2025年5月現在] 2025年以降は、ワシントン州の最低賃金額から2ドル増額した金額がベリンハムの最低賃金額となる。） - ベリアン（キング群内で働く従業員数が、フランチャイズ含めワシントン州が定義するフルタイム従業員の労働時間数で全員の勤務時間を割った場合に、フルタイム従業人数500人以上に相当する場合は時給21.16ドル[2025年1月現在]。21人以上500人未満相当の場合は、適用除外の条件でない限りキング群の最低賃金が適用されるが2025年7月に時給20.16ドルになる予定である。なお、20人未満はベリアンの最低賃金が適用されず、適用除外でなければキング群の最低賃金が適用される。） - キング群（世界中にいる従業員数が500人超の企業（フランチャイズ含む。は時給20.29ドルであり'世界中にいる従業員数が15人以上500人以下の企業と年間総収益が200万ドル以上の企業は時給18.29ドル、200万ドル未満は時給17.29ドル[2025年1月現在]） - レントン（世界中にいる従業員数が500人超の企業（フランチャイズ含む。）は時給20.90ドルである。世界中にいる従業員数が15人以上500人以下の企業と年間総収益が200万ドルを超える企業は時給19.90ドル[2025年7月現在]） - シアトル（時給20.76ドル[2025年1月現在]） - シータック（サービス業と運輸業の雇用者、時給20.17ドル[2025年1月現在]、2023年1月〜同年6月の間は、サービス業と運輸業において全米で最も高い最低時給額。） - タックウィラ（世界中にいる従業員数が15人以上の企業（フランチャイズ含む。）は時給21.10ドル[2025年7月現在]）                                 |
| ウェストバージニア州 | 19.43                 | 8.75                  | 1か所の従業員が6人以上の場合 |
| ウィスコンシン州     | 20.96                 | 7.25                  | |
| ワイオミング州       | 21.14                 | 5.15                  | |

- 生活賃金額は、大人1人が年間2,080時間働いた場合の時給額である。

### イギリス
| 年月＼対象 | 22歳以上 | 22歳以上 | 18-21歳 | 16-17歳 |
| ---------- | -------- | -------- | ------- | ------- |
| 1999.4     | 3.60     | 3.60     | 3.00    | －      |
| 2000.10    | 3.70     | 3.70     | 3.20    | －      |
| 2001.10    | 4.10     | 4.10     | 3.50    | －      |
| 2002.10    | 4.20     | 4.20     | 3.60    | －      |
| 2003.10    | 4.50     | 4.50     | 3.80    | －      |
| 2004.10    | 4.85     | 4.85     | 4.10    | 3.00    |
| 2005.10    | 5.05     | 5.05     | 4.25    | 3.00    |
| 2006.10    | 5.35     | 5.35     | 4.45    | 3.30    |
| 2007.10    | 5.52     | 5.52     | 4.60    | 3.40    |
| 2008.10    | 5.73     | 5.73     | 4.77    | 3.53    |
| 2009.10    | 5.80     | 5.80     | 4.83    | 3.57    |
| 年月＼対象 | 21歳以上 | 21歳以上 | 18-20歳 | 16-17歳 |
| 2010.10    | 5.93     | 5.93     | 4.92    | 3.64    |
| 2011.10    | 6.08     | 6.08     | 4.98    | 3.68    |
| 2012.10    | 6.19     | 6.19     | 4.98    | 3.68    |
| 2013.10    | 6.31     | 6.31     | 5.03    | 3.72    |
| 2014.10    | 6.50     | 6.50     | 5.13    | 3.79    |
| 2015.10    | 6.70     | 6.70     | 5.30    | 3.87    |
| 年月＼対象 | 25歳以上 | 21‐24歳  | 18-20歳 | 16-17歳 |
| 2016.4     | 7.20     | 6.70     | 5.30    | 3.87    |
| 2016.10    | 7.20     | 6.95     | 5.55    | 4.00    |
| 2017.04    | 7.50     | 7.05     | 5.60    | 4.05    |
| 2018.04    | 7.83     | 7.38     | 5.90    | 4.20    |
| 2019.04    | 8.21     | 7.70     | 6.15    | 4.35    |
| 2020.04    | 8.72     | 8.20     | 6.45    | 4.55    |
| 年月＼対象 | 23歳以上 | 21‐22歳  | 18-20歳 | 16-17歳 |
| 2021.4     | 8.91     | 8.36     | 6.56    | 4.62    |
| 2022.4     | 9.50     | 9.18     | 6.83    | 4.81    |
| 2023.4     | 10.42    | 10.18    | 7.49    | 5.28    |
| 年月＼対象 | 21歳以上 | 21歳以上 | 18-20歳 | 16-17歳 |
| 2024.4     | 11.44    | 11.44    | 8.60    | 6.40    |
| 2025.4     | 12.21    | 12.21    | 10.00   | 7.55    |

- 注
  - 2010年10月に、 一般向け額の対象年齢の下限を22歳から21歳に引き下げている。
  - 2016年4月に、全国生活賃金導入の際、既存の全国最低賃金制度から、25歳以上層に適用する加算制度を設けた。
  - 2021年4月に、既存の全国最低賃金制度から加算する対象年齢を25歳以上から23歳以上へ引き下げている。
  - 2024年4月に、既存の全国最低賃金制度から加算する対象年齢を23歳以上から21歳以上へ引き下げている。
- 出所
  - 1999年4月の最低賃金[271][272]
  - 2000年10月〜2006年10月の最低賃金[273]
  - 2007年10月〜2011年10月の最低賃金[274]
  - 2012年10月・2013年10月の最低賃金[275]
  - 2014年10月〜2018年4月の最低賃金[276]
  - 2019年4月の最低賃金[277]
  - 2020年4月の最低賃金[8]
  - 2021年4月〜2025年4月の最低賃金[6]

### フランス
| 改定年月日                   | 最低時給額      | 最低時給額                     | ユーロ換算最低月給額 （ユーロ、2023年5月1日PPP） | 最低月給額換算する際の月労働時間 | 引き上げ率 | 消費者物価上昇率 | インフレ傾向の縮小率 | 首相                               | 首相所属政党                            |
| 改定年月日                   | 名目値          | 2023年ユーロ PPPベース(ユーロ) | ユーロ換算最低月給額 （ユーロ、2023年5月1日PPP） | 最低月給額換算する際の月労働時間 | 引き上げ率 | 消費者物価上昇率 | インフレ傾向の縮小率 | 首相                               | 首相所属政党                            |
| ---------------------------- | --------------- | ------------------------------ | ------------------------------------------------ | -------------------------------- | ---------- | ---------------- | -------------------- | ---------------------------------- | --------------------------------------- |
| 1950年9月1日(SMIGの創設)     | 78旧フラン      | 2.55                           | 20.61                                            | 195時間                          | -          | -                | -                    | ルネ・プレヴァン                   | 民主社会抗戦同盟 (UDSR)                 |
| 1951年4月1日                 | 0.87フラン      | 2.45                           | 22.99                                            | 173.33時間                       | -          | -                | -                    | アンリ・クイユ                     | 共和主義急進派・急進社会党 (PRS)        |
| 1951年9月10日                | 1.00フラン      | 2.82                           | 26.42                                            | 173.33時間                       | -          | -                | -                    | ルネ・プレヴァン                   | 民主社会抗戦同盟 (UDSR)                 |
| 1954年2月8日                 | 1.15フラン      | 2.93                           | 30.39                                            | 173.33時間                       | -          | -                | -                    | ジョゼフ・ラニエル                 | 全国独立主義者農民センター(CNIP)        |
| 1954年10月11日               | 1.215フラン     | 3.10                           | 32.11                                            | 173.33時間                       | -          | -                | -                    | ピエール・マンデス＝フランス       | 共和主義急進派・急進社会党(PRS)         |
| 1955年4月4日                 | 1.26フラン      | 3.18                           | 33.29                                            | 173.33時間                       | -          | -                | -                    | エドガール・フォール               | 共和主義急進派・急進社会党(PRS)         |
| 1957年8月1日                 | 1.334 5フラン · | 3.14                           | 35.26                                            | 173.33時間                       | -          | -                | -                    | モーリス・ブルジェ＝モーヌリ       | 共和主義急進派・急進社会党(PRS)         |
| 1958年1月1日                 | 1.392フラン     | 2.85                           | 36.78                                            | 173.33時間                       | -          | -                | -                    | フェリックス・ガイヤール           | 共和主義急進派・急進社会党(PRS)         |
| 1958年3月1日                 | 1.448フラン     | 2.96                           | 38.26                                            | 173.33時間                       | -          | -                | -                    | フェリックス・ガイヤール           | 共和主義急進派・急進社会党(PRS)         |
| 1958年6月1日                 | 1.492 5フラン   | 3.05                           | 39.44                                            | 173.33時間                       | -          | -                | -                    | シャルル・ド・ゴール               | 新共和国連合(UNR)                       |
| フランス第五共和政           |                 |                                |                                                  |                                  |            |                  |                      |                                    |                                         |
| 1959年2月1日                 | 1.56フラン      | 3.01                           | 41.22                                            | 173.33時間                       | -          | -                | -                    | ミシェル・ドブレ                   | 新共和国連合 (UNR)                      |
| 1959年11月1日                | 1.601 5フラン   | 3.01                           | 42.32                                            | 173.33時間                       | -          | -                | -                    | ミシェル・ドブレ                   | 新共和国連合 (UNR)                      |
| 1960年10月1日                | 1.638 5フラン   | 3.05                           | 43.3                                             | 173.33時間                       | -          | -                | -                    | ミシェル・ドブレ                   | 新共和国連合 (UNR)                      |
| 1961年12月1日                | 1.686フラン     | 3.03                           | 44.55                                            | 173.33時間                       | -          | -                | -                    | ミシェル・ドブレ                   | 新共和国連合 (UNR)                      |
| 1962年6月1日                 | 1.728フラン     | 2.97                           | 45.66                                            | 173.33時間                       | -          | -                | -                    | ジョルジュ・ポンピドゥー           | 新共和国連合 (UNR)                      |
| 1962年11月1日                | 1.806フラン     | 3.10                           | 47.72                                            | 173.33時間                       | -          | -                | -                    | ジョルジュ・ポンピドゥー           | 新共和国連合 (UNR)                      |
| 1963年7月1日                 | 1.882フラン     | 3.09                           | 49.73                                            | 173.33時間                       | -          | -                | -                    | ジョルジュ・ポンピドゥー           | 新共和国連合 (UNR)                      |
| 1964年10月1日                | 1.929 5フラン   | 3.06                           | 50.99                                            | 173.33時間                       | -          | -                | -                    | ジョルジュ・ポンピドゥー           | 新共和国連合 (UNR)                      |
| 1965年3月1日                 | 1.968フラン     | 3.04                           | 52                                               | 173.33時間                       | -          | -                | -                    | ジョルジュ・ポンピドゥー           | 新共和国連合 (UNR)                      |
| 1965年9月1日                 | 2.007 5フラン   | 3.10                           | 53.05                                            | 173.33時間                       | -          | -                | -                    | ジョルジュ・ポンピドゥー           | 新共和国連合 (UNR)                      |
| 1966年3月1日                 | 2.05フラン      | 3.05                           | 54.17                                            | 173.33時間                       | -          | -                | -                    | ジョルジュ・ポンピドゥー           | 新共和国連合 (UNR)                      |
| 1966年10月1日                | 2.10フラン      | 3.16                           | 55.49                                            | 173.33時間                       | -          | -                | -                    | ジョルジュ・ポンピドゥー           | 新共和国連合 (UNR)                      |
| 1967年7月1日                 | 2.15フラン      | 3.15                           | 56.81                                            | 173.33時間                       | -          | -                | -                    | ジョルジュ・ポンピドゥー           | 新共和国連合 (UNR)                      |
| 1968年1月1日                 | 2.22フラン      | 3.11                           | 58.66                                            | 173.33時間                       | -          | -                | -                    | ジョルジュ・ポンピドゥー           | 新共和国連合 (UNR)                      |
| 1968年6月1日                 | 3.00フラン      | 4.21                           | 79.27                                            | 173.33時間                       | -          | -                | -                    | ジョルジュ・ポンピドゥー           | 新共和国連合 (UNR)                      |
| 1968年12月1日                | 3.08フラン      | 4.32                           | 81.39                                            | 173.33時間                       | -          | -                | -                    | モーリス・クーヴ・ド・ミュルヴィル | 共和国民主連合(UDR)                     |
| 1969年4月1日                 | 3.15フラン      | 4.15                           | 83.24                                            | 173.33時間                       | -          | -                | -                    | モーリス・クーヴ・ド・ミュルヴィル | 共和国民主連合(UDR)                     |
| 1969年10月1日                | 3.27フラン      | 4.31                           | 86.41                                            | 173.33時間                       | -          | -                | -                    | ジャック・シャバン＝デルマス       | 共和国民主連合(UDR)                     |
| 1970年1月2日（SIMC創設）以降 |                 |                                |                                                  |                                  |            |                  |                      |                                    |                                         |
| 1970年5月1日                 | 3.36フラン      | 4.21                           | 88.79                                            | 173.33時間                       | -          | -                | -                    | ジャック・シャバン＝デルマス       | 共和国民主連合                          |
| 1970年7月1日                 | 3.50フラン      | 4.38                           | 92.49                                            | 173.33時間                       | -          | -                | -                    | ジャック・シャバン＝デルマス       | 共和国民主連合                          |
| 1971年1月1日                 | 3.63フラン      | 4.30                           | 95.92                                            | 173.33時間                       | -          | -                | -                    | ジャック・シャバン＝デルマス       | 共和国民主連合                          |
| 1971年4月1日                 | 3.68フラン      | 4.36                           | 97.24                                            | 173.33時間                       | -          | -                | -                    | ジャック・シャバン＝デルマス       | 共和国民主連合                          |
| 1971年7月1日                 | 3.85フラン      | 4.56                           | 101.73                                           | 173.33時間                       | -          | -                | -                    | ジャック・シャバン＝デルマス       | 共和国民主連合                          |
| 1971年12月1日                | 3.94フラン      | 4.76                           | 104.11                                           | 173.33時間                       | -          | -                | -                    | ジャック・シャバン＝デルマス       | 共和国民主連合                          |
| 1972年5月1日                 | 4.10フラン      | 4.58                           | 108.34                                           | 173.33時間                       | -          | -                | -                    | ジャック・シャバン＝デルマス       | 共和国民主連合                          |
| 1972年7月1日                 | 4.30フラン      | 4.80                           | 113.63                                           | 173.33時間                       | -          | -                | -                    | ジャック・シャバン＝デルマス       | 共和国民主連合                          |
| 1972年11月1日                | 4.55フラン      | 5.08                           | 120.23                                           | 173.33時間                       | -          | -                | -                    | ピエール・メスメル                 | 共和国民主連合                          |
| 1973年2月1日                 | 4.64フラン      | 4.74                           | 122.61                                           | 173.33時間                       | -          | -                | -                    | ピエール・メスメル                 | 共和国民主連合                          |
| 1973年7月1日                 | 5.20フラン      | 5.32                           | 137.41                                           | 173.33時間                       | -          | -                | -                    | ピエール・メスメル                 | 共和国民主連合                          |
| 1973年10月1日                | 5.32フラン      | 5.44                           | 140.58                                           | 173.33時間                       | -          | -                | -                    | ピエール・メスメル                 | 共和国民主連合                          |
| 1973年12月1日                | 5.43フラン      | 5.43                           | 143.48                                           | 173.33時間                       | -          | -                | -                    | ピエール・メスメル                 | 共和国民主連合                          |
| 1974年3月1日                 | 5.60フラン      | 5.03                           | 147.98                                           | 173.33時間                       | -          | -                | -                    | ピエール・メスメル                 | 共和国民主連合                          |
| 1974年5月1日                 | 5.95フラン      | 5.35                           | 157.23                                           | 173.33時間                       | -          | -                | -                    | ピエール・メスメル                 | 共和国民主連合                          |
| 1974年7月1日                 | 6.40フラン      | 5.75                           | 169.12                                           | 173.33時間                       | -          | -                | -                    | ジャック・シラク                   | 共和国民主連合                          |
| 1974年9月1日                 | 6.55フラン      | 5.89                           | 173.08                                           | 173.33時間                       | -          | -                | -                    | ジャック・シラク                   | 共和国民主連合                          |
| 1974年12月1日                | 6.75フラン      | 6.07                           | 178.36                                           | 173.33時間                       | -          | -                | -                    | ジャック・シラク                   | 共和国民主連合                          |
| 1975年3月1日                 | 6.95フラン      | 5.59                           | 183.65                                           | 173.33時間                       | -          | -                | -                    | ジャック・シラク                   | 共和国民主連合                          |
| 1975年6月1日                 | 7.12フラン      | 5.73                           | 188.14                                           | 173.33時間                       | -          | -                | -                    | ジャック・シラク                   | 共和国民主連合                          |
| 1975年7月1日                 | 7.55フラン      | 6.07                           | 199.5                                            | 173.33時間                       | -          | -                | -                    | ジャック・シラク                   | 共和国民主連合                          |
| 1975年10月1日                | 7.71フラン      | 6.20                           | 203.73                                           | 173.33時間                       | -          | -                | -                    | ジャック・シラク                   | 共和国民主連合                          |
| 1976年1月1日                 | 7.89フラン      | 5.79                           | 208.49                                           | 173.33時間                       | -          | -                | -                    | ジャック・シラク                   | 共和国民主連合                          |
| 1976年4月1日                 | 8.08フラン      | 5.93                           | 213.51                                           | 173.33時間                       | -          | -                | -                    | ジャック・シラク                   | 共和国民主連合                          |
| 1976年7月1日                 | 8.58フラン      | 6.29                           | 226.72                                           | 173.33時間                       | -          | -                | -                    | ジャック・シラク                   | 共和国民主連合                          |
| 1976年10月1日                | 8.76フラン      | 6.42                           | 231.48                                           | 173.33時間                       | -          | -                | -                    | レイモン・バール                   | 無所属 フランス民主連合 (UDF)と協力関係 |
| 1976年12月1日                | 8.94フラン      | 6.56                           | 236.23                                           | 173.33時間                       | -          | -                | -                    | レイモン・バール                   | 無所属 フランス民主連合 (UDF)と協力関係 |
| 1977年4月1日                 | 9.14フラン      | 6.14                           | 241.52                                           | 173.33時間                       | +2.24 %    | +2.75 %          | −0.50%               | レイモン・バール                   | 無所属 フランス民主連合 (UDF)と協力関係 |
| 1977年6月1日                 | 9.34フラン      | 6.26                           | 246.8                                            | 173.33時間                       | +2.19 %    | +1.97 %          | +0.21 %              | レイモン・バール                   | 無所属 フランス民主連合 (UDF)と協力関係 |
| 1977年7月1日                 | 9.58フラン      | 6.43                           | 253.15                                           | 173.33時間                       | +2.57 %    | +0.83 %          | +1.73 %              | レイモン・バール                   | 無所属 フランス民主連合 (UDF)と協力関係 |
| 1977年10月1日                | 9.79フラン      | 6.57                           | 258.7                                            | 173.33時間                       | +2.19 %    | +2.26 %          | −0.07%               | レイモン・バール                   | 無所属 フランス民主連合 (UDF)と協力関係 |
| 1977年12月1日                | 10.06フラン     | 6.75                           | 265.83                                           | 173.33時間                       | +2.76 %    | +0.94 %          | +1.80 %              | レイモン・バール                   | 無所属 フランス民主連合 (UDF)と協力関係 |
| 1978年5月1日                 | 10.45フラン     | 6.43                           | 276.14                                           | 173.33時間                       | +3.88 %    | +3.85 %          | +0.03 %              | レイモン・バール                   | 無所属 フランス民主連合 (UDF)と協力関係 |
| 1978年7月1日                 | 10.85フラン     | 6.67                           | 286.71                                           | 173.33時間                       | +3.83 %    | +1.79 %          | +2.00 %              | レイモン・バール                   | 無所属 フランス民主連合 (UDF)と協力関係 |
| 1978年9月1日                 | 11.07フラン     | 6.81                           | 292.52                                           | 173.33時間                       | +2.03 %    | +1.57 %          | +0.45 %              | レイモン・バール                   | 無所属 フランス民主連合 (UDF)と協力関係 |
| 1978年12月1日                | 11.31フラン     | 6.96                           | 298.86                                           | 173.33時間                       | +2.17 %    | +2.04 %          | +0.12 %              | レイモン・バール                   | 無所属 フランス民主連合 (UDF)と協力関係 |
| 1979年4月1日                 | 11.60フラン     | 6.44                           | 306.52                                           | 173.33時間                       | +2.56 %    | +3.27 %          | −0.69%               | レイモン・バール                   | 無所属 フランス民主連合 (UDF)と協力関係 |
| 1979年7月1日                 | 12.15フラン     | 6.74                           | 321.06                                           | 173.33時間                       | +4.74 %    | +3.05 %          | +1.64 %              | レイモン・バール                   | 無所属 フランス民主連合 (UDF)と協力関係 |
| 1979年9月1日                 | 12.42フラン     | 6.89                           | 328.19                                           | 173.33時間                       | +2.22 %    | +2.17 %          | +0.06 %              | レイモン・バール                   | 無所属 フランス民主連合 (UDF)と協力関係 |
| 1979年12月1日                | 12.93フラン     | 7.18                           | 341.67                                           | 173.33時間                       | +4.11 %    | +2.62 %          | +1.45 %              | レイモン・バール                   | 無所属 フランス民主連合 (UDF)と協力関係 |
| 1980年3月1日                 | 13.37フラン     | 6.54                           | 353.29                                           | 173.33時間                       | +3.40 %    | +4.02 %          | −0.59%               | レイモン・バール                   | 無所属 フランス民主連合 (UDF)と協力関係 |
| 1980年5月1日                 | 13.66フラン     | 6.68                           | 360.96                                           | 173.33時間                       | +2.17 %    | +2.25 %          | −0.08%               | レイモン・バール                   | 無所属 フランス民主連合 (UDF)と協力関係 |
| 1980年7月1日                 | 14.00フラン     | 6.84                           | 369.94                                           | 173.33時間                       | +2.49 %    | +1.84 %          | +0.64 %              | レイモン・バール                   | 無所属 フランス民主連合 (UDF)と協力関係 |
| 1980年9月1日                 | 14.29フラン     | 6,99                           | 377.61                                           | 173.33時間                       | +2.07 %    | +2.16 %          | −0.08%               | レイモン・バール                   | 無所属 フランス民主連合 (UDF)と協力関係 |
| 1980年12月1日                | 14.79フラン     | 7.23                           | 390.82                                           | 173.33時間                       | +3.50 %    | +2.70 %          | +0.78 %              | レイモン・バール                   | 無所属 フランス民主連合 (UDF)と協力関係 |
| 1981年3月1日                 | 15.20フラン     | 6.55                           | 401.65                                           | 173.33時間                       | +2.77 %    | +3.06 %          | −0.28%               | レイモン・バール                   | 無所属 フランス民主連合 (UDF)と協力関係 |
| 1981年6月1日                 | 16.72フラン     | 7.21                           | 441.82                                           | 173.33時間                       | +10.00 %   | +3.29 %          | +6.49 %              | ピエール・モーロワ                 | 社会党(PS)                              |
| 1981年9月1日                 | 17.34フラン     | 7.48                           | 458.2                                            | 173.33時間                       | +3.71 %    | +4.04 %          | −0.32%               | ピエール・モーロワ                 | 社会党(PS)                              |
| 1981年11月1日                | 17.76フラン     | 7.82                           | 469.3                                            | 173.33時間                       | +2.42 %    | +2.29 %          | +0.13 %              | ピエール・モーロワ                 | 社会党(PS)                              |
| 1982年1月1日                 | 18.15フラン     | 7,00                           | 467.61                                           | 173.33時間                       | +2.20 %    | +1.56 %          | +0.63 %              | ピエール・モーロワ                 | 社会党(PS)                              |
| 1982年3月1日                 | 18.62フラン     | 7.18                           | 479.72                                           | 169時間                          | +2.59 %    | +2.16 %          | +0.42 %              | ピエール・モーロワ                 | 社会党(PS)                              |
| 1982年5月1日                 | 19.03フラン     | 7.34                           | 490.29                                           | 169時間                          | +2.20 %    | +2.16 %          | +0.04 %              | ピエール・モーロワ                 | 社会党(PS)                              |
| 1982年7月1日                 | 19.64フラン     | 7.57                           | 506                                              | 169時間                          | +3.21 %    | +1.27 %          | +1.91 %              | ピエール・モーロワ                 | 社会党(PS)                              |
| 1982年12月1日                | 20.29フラン     | 7.82                           | 522.75                                           | 169時間                          | +3.31 %    | +2.79 %          |                      | ピエール・モーロワ                 | 社会党(PS)                              |
| 1983年3月1日                 | 21.02フラン     | 7,39                           | 541.56                                           | 169時間                          | +3.60 %    | +2.60 %          | +0.97 %              | ピエール・モーロワ                 | 社会党(PS)                              |
| 1983年6月1日                 | 21.65フラン     | 7,61                           | 557.79                                           | 169時間                          | +3.00 %    | +2.72 %          | +0.27 %              | ピエール・モーロワ                 | 社会党(PS)                              |
| 1983年7月1日                 | 21.89フラン     | 7,70                           | 563.97                                           | 169時間                          | +1.11 %    | +0.73 %          | +0.38 %              | ピエール・モーロワ                 | 社会党(PS)                              |
| 1983年10月1日                | 22.33フラン     | 7,85                           | 575.31                                           | 169時間                          | +2.01 %    | +2.20 %          | −0.18%               | ピエール・モーロワ                 | 社会党(PS)                              |
| 1984年1月1日                 | 22.78フラン     | 7,46                           | 586.9                                            | 169時間                          | +2.02 %    | +1.52 %          | +0.49 %              | ピエール・モーロワ                 | 社会党(PS)                              |
| 1984年5月1日                 | 23.56フラン     | 7,71                           | 607                                              | 169時間                          | +3.42 %    | +2.57 %          | +0.83 %              | ピエール・モーロワ                 | 社会党(PS)                              |
| 1984年7月1日                 | 23.84フラン     | 7,81                           | 614.21                                           | 169時間                          | +1.19 %    | +1.08 %          | +0.10 %              | ピエール・モーロワ                 | 社会党(PS)                              |
| 1984年11月1日                | 24.36フラン     | 7,98                           | 627.61                                           | 169時間                          | +2.18 %    | +1.67 %          | +0.50 %              | ローラン・ファビウス               | 社会党(PS)                              |
| 1985年4月1日                 | 24.90フラン     | 7,71                           | 641.52                                           | 169時間                          | +2.22 %    | +3.00 %          | −0.76%               | ローラン・ファビウス               | 社会党(PS)                              |
| 1985年5月1日                 | 25.54フラン     | 7,90                           | 658.01                                           | 169時間                          | +2.57 %    | +0.61 %          | +1.95 %              | ローラン・ファビウス               | 社会党(PS)                              |
| 1985年7月1日                 | 26.04フラン     | 8,04                           | 670.89                                           | 169時間                          | +1.96 %    | +0.83 %          | +1.12 %              | ローラン・ファビウス               | 社会党(PS)                              |
| 1986年6月1日                 | 26.59フラン     | 8,02                           | 685.06                                           | 169時間                          | +2.11 %    | +1.92 %          | +0.19 %              | ジャック・シラク                   | 共和国連合(RPR)                         |
| 1986年7月1日                 | 26.92フラン     | 8,11                           | 693.56                                           | 169時間                          | +1.24 %    | +0.22 %          | +1.02 %              | ジャック・シラク                   | 共和国連合(RPR)                         |
| 1987年3月1日                 | 27.57フラン     | 8,06                           | 710.31                                           | 169時間                          | +2.41 %    | +2.22 %          | +0.19 %              | ジャック・シラク                   | 共和国連合(RPR)                         |
| 1987年7月1日                 | 27.84フラン     | 8,14                           | 717.27                                           | 169時間                          | +0.98 %    | +1.09 %          | −0.11%               | ジャック・シラク                   | 共和国連合(RPR)                         |
| 1988年6月1日                 | 28.48フラン     | 8,10                           | 733.75                                           | 169時間                          | +2.30 %    | +2.36 %          | +0.06 %              | ミシェル・ロカール                 | 社会党(PS)                              |
| 1988年7月1日                 | 28.76フラン     | 8,18                           | 740.97                                           | 169時間                          | +0.98 %    | +0.32 %          | +0.66 %              | ミシェル・ロカール                 | 社会党(PS)                              |
| 1989年3月1日                 | 29.36フラン     | 8,06                           | 756.43                                           | 169時間                          | +2.09 %    | +2.07 %          | +0.02 %              | ミシェル・ロカール                 | 社会党(PS)                              |
| 1989年7月1日                 | 29.91フラン     | 8,22                           | 770.6                                            | 169時間                          | +1.87 %    | +1.42 %          | +0.44 %              | ミシェル・ロカール                 | 社会党(PS)                              |
| 1990年4月1日                 | 30.51フラン     | 8,10                           | 786.06                                           | 169時間                          | +2.01 %    | +2.30 %          | −0.29%               | ミシェル・ロカール                 | 社会党(PS)                              |
| 1990年7月1日                 | 31.28フラン     | 8,31                           | 805.89                                           | 169時間                          | +2.52 %    | +0.43 %          | +2.09 %              | ミシェル・ロカール                 | 社会党(PS)                              |
| 1990年12月1日                | 31.94フラン     | 8,49                           | 822.9                                            | 169時間                          | +2.11 %    | +1.63 %          | +0.47 %              | ミシェル・ロカール                 | 社会党(PS)                              |
| 1991年7月1日                 | 32.66フラン     | 8.40                           | 841.45                                           | 169時間                          | +2.25 %    | +1.98 %          | +0.26 %              | エディット・クレッソン             | 社会党(PS)                              |
| 1992年3月1日                 | 33.31フラン     | 8.38                           | 858.19                                           | 169時間                          | +1.99 %    | +1.74 %          | +0.24 %              | エディット・クレッソン             | 社会党(PS)                              |
| 1992年7月1日                 | 34.06フラン     | 8.57                           | 877.52                                           | 169時間                          | +2.25 %    | +0.61 %          | +1.63 %              | ピエール・ベレゴヴォワ             | 社会党(PS)                              |
| 1993年7月1日                 | 34.83フラン     | 8.58                           | 897.36                                           | 169時間                          | +2.26 %    | +2.03 %          | +0.22 %              | エドゥアール・バラデュール         | 共和国連合(RPR)                         |
| 1994年7月1日                 | 35.56フラン     | 8.62                           | 916.16                                           | 169時間                          | +2.10 %    | +1.68 %          | +0.40 %              | エドゥアール・バラデュール         | 共和国連合(RPR)                         |
| 1995年7月1日                 | 36.98フラン     | 8.79                           | 952.75                                           | 169時間                          | +3.99 %    | +1.55 %          | +2.41 %              | アラン・ジュペ                     | 共和国連合(RPR)                         |
| 1996年5月1日                 | 37.72フラン     | 8.80                           | 971.81                                           | 169時間                          | +2.00 %    | +2.41 %          | −0.40%               | アラン・ジュペ                     | 共和国連合(RPR)                         |
| 1996年7月1日                 | 37.91フラン     | 8.84                           | 976.71                                           | 169時間                          | +0.50 %    | −0.10%           | +0.61 %              | アラン・ジュペ                     | 共和国連合(RPR)                         |
| 1997年7月1日                 | 39.43フラン     | 9.09                           | 1015.87                                          | 169時間                          | +4.01 %    | +0.99 %          | +2.99 %              | リオネル・ジョスパン               | 社会党(PS)                              |
| 1998年7月1日                 | 40.22フラン     | 9.21                           | 1036.22                                          | 169時間                          | +1.98 %    | +0.91 %          | +1.05 %              | リオネル・ジョスパン               | 社会党(PS)                              |
| 1999年7月1日                 | 40.72フラン     | 9.28                           | 1049.11                                          | 169時間                          | +1.27 %    | +0.35 %          | +0.91 %              | リオネル・ジョスパン               | 社会党(PS)                              |
| 2000年1月1日                 | 40.72フラン     | 9,13                           | 941.5                                            | 151.67 時間                      | -          | -                | -                    | リオネル・ジョスパン               | 社会党(PS)                              |
| 2000年7月1日                 | 42.02フラン     | 9.42                           | 971.56                                           | 151.67 時間                      | +3.19 %    | +1.72 %          | +1.45 %              | リオネル・ジョスパン               | 社会党(PS)                              |
| 2001年7月1日                 | 43.72フラン     | 9.64                           | 1010.87                                          | 151.67 時間                      | +4.05 %    | +2.04 %          | +1.97 %              | リオネル・ジョスパン               | 社会党(PS)                              |
| 2002年1月1日                 | 43.75フラン     | 9,46                           | 1011.66                                          | 151.67 時間                      | +0.07 %    | +0.23 %          | −0.15%               | リオネル・ジョスパン               | 社会党(PS)                              |
| 2002年7月1日                 | 6.83ユーロ      | 9.69                           | 1035.88                                          | 151.67 時間                      | +2.43 %    | +1.51 %          | +0.95 %              | ジャン＝ピエール・ラファラン       | 国民運動連合(UMP)                       |
| 2003年7月1日                 | 7.19ユーロ      | 10.00                          | 1090.48                                          | 151.67 時間                      | +5.27 %    | +1.91 %          | +3.29 %              | ジャン＝ピエール・ラファラン       | 国民運動連合(UMP)                       |
| 2004年7月1日                 | 7.61ユーロ      | 10.36                          | 1,154.18                                         | 151.67 時間                      | +5.84 %    | +2.42 %          | +3.34 %              | ジャン＝ピエール・ラファラン       | 国民運動連合(UMP)                       |
| 2005年7月1日                 | 8.03ユーロ      | 10.72                          | 1,217.88                                         | 151.67 時間                      | +5.52 %    | +1.66 %          | +3.80 %              | ドミニク・ガルゾー・ド・ビルパン   | 国民運動連合(UMP)                       |
| 2006年7月1日                 | 8.27ユーロ      | 10.88                          | 1,254.28                                         | 151.67 時間                      | +2.99 %    | +1.95 %          | +1.02 %              | ドミニク・ガルゾー・ド・ビルパン   | 国民運動連合(UMP)                       |
| 2007年7月1日                 | 8.44ユーロ      | 10.94                          | 1,280.07                                         | 151.67 時間                      | +2.06 %    | +1.15 %          | +0.90 %              | フランソワ・フィヨン               | 国民運動連合(UMP)                       |
| 2008年5月1日                 | 8.63ユーロ      | 10.88                          | 1,308.88                                         | 151.67 時間                      | +2.25 %    | +3.05 %          | −0.78%               | フランソワ・フィヨン               | 国民運動連合(UMP)                       |
| 2008年7月1日                 | 8.71ユーロ      | 10.98                          | 1,321.02                                         | 151.67 時間                      | +0.93 %    | +0.53 %          | +0.40 %              | フランソワ・フィヨン               | 国民運動連合(UMP)                       |
| 2009年7月1日                 | 8.82ユーロ      | 11.11                          | 1,337.7                                          | 151.67 時間                      | +1.26 %    | −0.61%           | +1.88 %              | フランソワ・フィヨン               | 国民運動連合(UMP)                       |
| 2010年1月1日                 | 8.86ユーロ      | 10.99                          | 1,343.77                                         | 151.67 時間                      | +0.45 %    | +0.43 %          | +0.02 %              | フランソワ・フィヨン               | 国民運動連合(UMP)                       |
| 2011年1月1日                 | 9.00ユーロ      | 10.91                          | 1,365                                            | 151.67 時間                      | +1.58 %    | +1.75 %          | −0.17%               | フランソワ・フィヨン               | 国民運動連合(UMP)                       |
| 2011年12月1日                | 9.19ユーロ      | 11.16                          | 1,393.82                                         | 151.67 時間                      | +2.11 %    | +2.38 %          | −0.26%               | フランソワ・フィヨン               | 国民運動連合(UMP)                       |
| 2012年1月1日                 | 9.22ユーロ      | 11.20                          | 1,398.37                                         | 151.67 時間                      | +0.33 %    | +0.03 %          | +0.30 %              | フランソワ・フィヨン               | 国民運動連合(UMP)                       |
| 2012年7月1日                 | 9.40ユーロ      | 11.14                          | 1,425.67                                         | 151.67 時間                      | +1.95 %    | +0.96 %          | +0.99 %              | ジャン＝マルク・エロー             | 社会党(PS)                              |
| 2013年1月1日                 | 9.43ユーロ      | 11.20                          | 1,430.22                                         | 151.67 時間                      | +0.32 %    | +0.29 %          | +0.03 %              | ジャン＝マルク・エロー             | 社会党(PS)                              |
| 2014年1月1日                 | 9.53ユーロ      | 11.20                          | 1,445.38                                         | 151.67 時間                      | +1.06 %    | +0.68 %          |                      | ジャン＝マルク・エロー             | 社会党(PS)                              |
| 2015年1月1日                 | 9.61ユーロ      | 11.29                          | 1,457.52                                         | 151.67 時間                      | +0.84 %    | −0.16%           | +1.00 %              | マニュエル・ヴァルス               | 社会党(PS)                              |
| 2016年1月1日                 | 9.67ユーロ      | 11.34                          | 1,466.62                                         | 151.67 時間                      | +0.62 %    | +0.20 %          | +0.42 %              | マニュエル・ヴァルス               | 社会党(PS)                              |
| 2017年1月1日                 | 9.76ユーロ      | 11.33                          | 1,480.27                                         | 151.67 時間                      | +0.93 %    | +0.98 %          | −0.04%               | ベルナール・カズヌーヴ             | 社会党(PS)                              |
| 2018年1月1日                 | 9.88ユーロ      | 11.26                          | 1,498.47                                         | 151.67 時間                      | +1.23 %    | +1.26 %          | −0.03%               | エドゥアール・フィリップ           | 共和党(LR)非主流派                      |
| 2019年1月1日                 | 10.03ユーロ     | 11.30                          | 1,521.22                                         | 151.67 時間                      | +1.52 %    | +1.41 %          | +0.10 %              | エドゥアール・フィリップ           | 共和党(LR)非主流派                      |
| 2020年1月1日                 | 10.15ユーロ     | 11.38                          | 1,539.42                                         | 151.67 時間                      | +1.20 %    | +1.47 %          | −0.27%               | エドゥアール・フィリップ           | 共和党(LR)非主流派                      |
| 2021年1月1日                 | 10.25ユーロ     | 11.31                          | 1,554.58                                         | 151.67 時間                      | +0.99 %    | +0.27 %          | +0.72 %              | ジャン・カステックス               | 無所属                                  |
| 2021年10月1日                | 10.48ユーロ     | 11.56                          | 1,589.47                                         | 151.67 時間                      | +2.24 %    | +1.89 %          | +0.34 %              | ジャン・カステックス               | 無所属                                  |
| 2022年1月1日                 | 10.57ユーロ     | 11.09                          | ,1603.12                                         | 151.67 時間                      | +0.86 %    | +0.89 %          | −0.03%               | ジャン・カステックス               | 無所属                                  |
| 2022年5月1日                 | 10.85ユーロ     | 11.38                          | 1,645.58                                         | 151.67 時間                      | +2.65 %    | +3.11 %          | −0.45%               | ジャン・カステックス               | 無所属                                  |
| 2022年8月1日                 | 11.07ユーロ     | 11.61                          | 1,678.95                                         | 151.67 時間                      | +2.03 %    | +1.60 %          | +0.42 %              | エリザベット・ボルヌ               | 進歩の領域                              |
| 2023年1月1日                 | 11.27ユーロ     | 11.27                          | 1,709.32                                         | 151.67 時間                      | +1.81 %    | +1.11 %          | +0.69%               | エリザベット・ボルヌ               | 進歩の領域                              |
| 2023年5月1日                 | 11.52ユーロ     | 11.52                          | 1,747.24                                         | 151.67 時間                      | +2.22 %    | +2.70 %          | −0.47%               | エリザベット・ボルヌ               | 進歩の領域                              |
| 2024年1月1日                 | 11.65ユーロ     | 11.42                          | 1,766.92                                         | 151.67 時間                      | +1.42 %    | +0.70%           | +0.43%               | エリザベット・ボルヌ               | 進歩の領域                              |
| 2024年11月1日                | 11.88ユーロ     | 11.65                          | 1,801.84                                         | 151.67 時間                      | +1.97 %    | +0.86%           | +1.11%               | ミシェル・バルニエ                 | 共和党                                  |
| 改定年月日                   | 名目値          | 2023年ユーロ PPPベース(ユーロ) | ユーロ換算最低月給額 （ユーロ、2023年5月1日PPP） | 最低月給額換算する際の月労働時間 | 引き上げ率 | 消費者物価上昇率 | インフレ傾向の縮小率 | 首相                               | 首相所属政党                            |
| 改定年月日                   | 最低時給額      |                                | ユーロ換算最低月給額 （ユーロ、2023年5月1日PPP） | 最低月給額換算する際の月労働時間 | 引き上げ率 | 消費者物価上昇率 | インフレ傾向の縮小率 | 首相                               | 首相所属政党                            |

- 注
  - 上表は、フランス語版Wikipedia「Salaire minimum interprofessionnel de croissance」を転用し、一部変更して載せている。
  - 5月革命をきっかけに1970年1月2日にSIMCへ移行されるまでのSMIGの最低時給額は、地域（パリのSMIGは他の地域より1～3割高かった。）及び年齢差により、最低時給額が異なっていた[403]。
上表の最低時給額は、パリ地域で働いている18歳以上の非農業労働者に適用される時給額であり、当時のフランス国内では最も高額な最低時給額である。また、農業労働者は、1968年6月にSIMGへ統一されるまで、SMIGより最低時給額が低いSMAGが適用されている。
  - 1960年1月にデノミネーションが実施され、1/100の切り上げが行われたが、1950年以外は実施後の金額となっている。
  - 2002年1月1日からユーロの紙幣・硬貨の流通およびフランとの交換が開始され、同年2月17日をもって通貨としてのフランが廃止されたため、2002年7月1日以降の最低賃金額（名目値）の単位はユーロとなっている。
  - フランスの政治制度は半大統領制であり、首相が主に内政を担っているため[404]、当時の首相就任者の名前と所属政党を上表に記載している。